# The Voice (États-Unis)
Pour les articles homonymes, voir The Voice.
 (9 janvier 2021).
The Voice est la version américaine de l'émission musicale The Voice lancée en 2010 par John de Mol. Elle est diffusée depuis le 26 avril 2011 sur le réseau NBC et au Canada sur le réseau CTV ou CTV Two.

## Étapes de sélections
Chaque saison commence par les "Blind Auditions" (Auditions à l'aveugle), où les coachs forment leur équipe d'artistes qu'ils encadrent tout au long de la saison. Le nombre d'artistes varie selon la saison, avec une fourchette fixe comprise entre 8 et 16 artistes. Les chaises des coachs sont tournées vers le public lors des prestations des artistes ; ceux qui s'intéressent à un artiste appuient sur leur bouton, qui tourne leur chaise vers l'artiste et illumine le bas de la chaise pour lire "I want you"(Je te veux). À la fin de la représentation, un artiste choisit par défaut le seul coach qui s'est retourné ou sélectionne son coach si plus d'un coach exprime son intérêt. Introduit dans la 14e saison, le "Block" permet à un coach d'empêcher un autre coach de pouvoir prétendre à intégrer le candidat dans son équipe.
Dans les " Battle Rounds ", chaque coach associe deux membres de son équipe pour chanter en duo, puis en choisit un pour avancer dans la compétition. Chaque coach  choisit des coachs conseillers qui les assistent lors des répétitions en vue de l'épreuve. Dans la première saison, les entraîneurs s'assoient aux côtés de leurs conseillers respectifs au stade de la bataille; cependant, les conseillers ne rejoignent plus les entraîneurs dans la phase de Battles à partir de la deuxième saison. Dans la saison 23, il n'y a pas de conseillers et son coach assume seul les fonctions de conseiller les artistes. La troisième saison a introduit des «Steal» (vol), permettant à chaque coach de sauver des candidats qui ont été éliminés lors d'un round de Battle par un autre entraîneur. Vus pour la première fois lors de la huitième saison, les artistes sont soit laissés pour compte, soit réaffectés à une bataille à trois au cas où un autre artiste se retirerait de la compétition si chaque entraîneur le juge bon. Des "Save" ont également été ajoutées à partir de la saison 14, ce qui permet à un entraîneur de sauver un talent de sa propre équipe qu'il a éliminé; dans la saison 23, les "Save" sont remplacées par "Playoff Pass" (basé sur le Battle Pass de la version australienne) qui permet à un artiste d'éviter l'étape des Knockouts et d'accéder directement aux Playoffs (l'autre artiste progressant vers les Knockouts en tant que habituel). Ils disparaissent tous deux lors de la saison 24, où seul le "Steal" est sauvegardé.
Les Knockout Rounds ont également été introduits dans la saison trois (à l'exception des saisons six et seize). Une paire d'artistes au sein d'une équipe est sélectionnée pour chanter successivement une performances individuelle. On ne leur dit que quelques minutes avant leurs représentations qui est leur concurrent. Les artistes peuvent choisir leurs propres chansons dans ce tour, bien qu'ils continuent à obtenir de l'aide et des conseils de leurs coachs respectifs, et depuis la saison six, un chanteur célèbre servant de méga mentor (sauf les saisons 14 et 22), assiste les coachs lors des répétitions de cette manche. À la fin des performances, les coachs décideraient lequel de chaque paire passerait au tour suivant. Semblable aux rounds des "Battles", les coachs peuvent voler un artiste éliminé à un autre entraîneur à partir de la saison cinq. À partir de la saison 14 et jusqu'à la saison 22, les entraîneurs peuvent sauver un artiste éliminé de leur propre équipe. De la saison 18 à 20, les artistes qui ont été sauvés ont fait face à un Four-Way Knockout, le gagnant étant décidé par un vote public.
Les "Battles, Round 2" ont été introduits pour remplacer les Knockout Rounds dans la saison six. Semblable aux Knockout Rounds, chaque chanteur est jumelé au sein de son équipe. Un conseiller clé célèbre assiste également les quatre coachs et leurs équipes dans la préparation de ces rondes. Les coachs donnent à chaque paire de bataille une liste de chansons et chaque paire doit s'entendre sur la chanson à chanter. Comme le premier tour de bataille, chaque coach peut toujours décider lequel de ses chanteurs dans chaque paire passera au tour suivant, et a également autorisé un vol.
Dans la seizième saison, les KO ont été remplacés par The Live Cross Battles , un format identique aux Cross Battles de la version chinoise de The Voice . Chaque entraîneur sélectionne un artiste pour affronter un artiste d'une autre équipe. L'artiste choisi par le vote du public passe aux Playoffs, tandis que l'artiste perdant est éliminé de la compétition. Les Live Cross Battles ne sont pas revenus dans la saison dix-sept en raison d'une mauvaise réception.
Les artistes précédemment éliminés peuvent également avancer pour participer aux spectacles en direct; entre les saisons neuf et treize (sauf la saison 11), chaque coach sauve un artiste (des rounds Battle ou Knockout) pour se qualifier pour les Playoffs en direct. Pour les saisons 15, 16 et 20, des chanteurs sélectionnés (avant les éliminatoires en direct) sont soumis au "Comeback Stage" (qui serait encadré par un cinquième coach) et participent à une série de duels pour une place dans le live, le gagnant gagne le droit de rejoindre une équipe de son choix. La saison 21 est ajouté le "Voice Comeback" où chaque entraîneur a choisi un artiste pour participer à un sondage Twitter, et l'artiste avec le plus de votes passe.
Dans la phase finale de performance en direct du concours (éliminatoires et tours éliminatoires), les artistes se produisent dans des spectacles hebdomadaires, où le vote du public se réduit à un groupe final d'artistes et déclare finalement un gagnant.
Sous le format actuel depuis la saison trois en faveur d'une norme plus compétitive précédemment vue sur d'autres émissions de téléréalité similaires, tous les artistes, quelle que soit l'équipe, qui ont obtenu le plus petit nombre de votes ont été progressivement éliminés chaque semaine jusqu'à ce qu'il reste cinq artistes (trois jusqu'à la saison 6, puis quatre avant la saison 17), introduisant ainsi une possibilité qu'au moins un coach ne soit pas représenté lors de la finale.
Avant la troisième saison, les entraîneurs ont le pouvoir de sauver un artiste qui n'avait pas reçu le vote du public cette semaine-là, et à partir de la deuxième saison, des "performances de la dernière chance" sont ajoutées où les artistes interprètent une chanson supplémentaire pour se disputer la sauvegarde de leur entraîneur, ou d'autres rebondissements employés tels que «l'élimination instantanée», où un artiste fait face à une élimination immédiate sans passer par un vote du public. Cependant, pour décider qui passera à la phase finale des quatre, le public de la télévision et les entraîneurs ont leur mot à dire. Avec un membre de l'équipe restant pour chaque entraîneur, les concurrents s'affrontent lors de la finale, où le résultat est décidé uniquement par vote du public. La saison 18-20 a temporairement inversé ce format permettant à chaque entraîneur de garantir au moins un artiste avançant dans la finale pour s'adapter au petit nombre de spectacles en direct à trois semaines, mais ces changements ont été annulés lors de la saison 21 en revenant à l'élimination régulière. format tout en conservant les cinq premiers finalistes.

## Coaches et présentateurs
CeeLo Green de Gnarls Barkley et Adam Levine de Maroon 5 sont devenus les premiers coaches confirmés en février 2011, suivis de Christina Aguilera et Blake Shelton en mars. Le panel reste inchangé lors des saisons 2 et 3. Christina Aguilera et CeeLo Green ne sont pas revenus pour la saison quatre et ont été remplacés par Shakira et Usher. Christina Aguilera et CeeLo Green sont ensuite revenus pour la saison cinq, tandis que Shakira et Usher sont revenus pour la saison six. Dans une interview au Ellen DeGeneres show en février 2014, CeeLo Green a révélé qu'il ne reviendrait pas à The Voice. Le 31 mars 2014, il a été annoncé que Pharrell Williams deviendrait le remplaçant de CeeLo Green. Le 19 avril 2014, il a été annoncé que Gwen Stefani de No Doubt remplacerait Christina Aguilera dans la saison sept en raison de sa grossesse. Le 20 mai 2014, Shakira et Usher ont confirmé qu'après la saison six, ils se concentreraient sur leur musique et ne reviendraient pas pour une nouvelle saison. Le 25 mars 2016, Miley Cyrus a confirmé qu'après son rôle de mentor au cours de la dixième saison, elle rejoindrait à nouveau la série lors de sa onzième saison en tant que coach. Le même jour, Alicia Keys a également été annoncée comme allant rejoindre la série en tant que coach pour la onzième saison. Le 18 octobre 2016, il a été annoncé que Gwen Stefani reviendrait dans le panel des coaches pour la douzième saison de la série, aux côtés des entraîneurs de retour Alicia Keys, Adam Levine et Blake Shelton ; il a également été confirmé que Miley Cyrus reviendrait pour la treizième saison.
Le 27 avril 2017, dans une interview publiée par TV Insider, Alicia Keys a confirmé que la douzième saison serait sa dernière. Elle a déclaré : « Qui sait ce que l'avenir nous réserve, mais je sais que celle-ci est ma dernière saison. » Le 10 mai 2017, NBC a annoncé que Jennifer Hudson rejoindrait le panel de coaches pour la treizième saison de la série aux côtés de Miley Cyrus, Adam Levine et Blake Shelton. Le 11 mai 2017, il a été annoncé que Kelly Clarkson serait entraîneur lors de la quatorzième saison en 2018. Le 18 octobre 2017, NBC a annoncé qu'Alicia Keys reviendrait dans la série pour la quatorzième saison. Le 10 mai 2018, il a été annoncé que Jennifer Hudson reviendrait pour la quinzième saison de la série après une pause d'une saison rejoignant Kelly Clarkson, Adam Levine et Blake Shelton. Kelsea Ballerini a également rejoint la saison quinze en tant que cinquième coach pour les Comeback Stage de la compétition. Le 13 septembre 2018, John Legend a été annoncé comme entraîneur pour la seizième saison de l'émission, aux côtés des entraîneurs de retour Kelly Clarkson, Adam Levine et Blake Shelton.
Le 25 février 2019, il a été annoncé que Bebe Rexha serait le cinquième coach de la Comeback Stage pour la saison 16. En mai 2019, il a été annoncé que les quatre coaches de la même seizième saison reviendraient pour la dix-septième saison de la série. Plus tard ce mois-là, il a été annoncé que Adam Levine quitterait la série ; il a été annoncé que Gwen Stefani reviendrait dans le panel des coaches en tant que son successeur. En octobre 2019, il a été annoncé que Nick Jonas rejoindrait l'émission en tant que coach pour sa dix-huitième saison, aux côtés des coaches de retour Blake Shelton, Kelly Clarkson et John Legend. En juin 2020, il a été annoncé que Gwen Stefani reviendrait dans le panel des coaches, remplaçant Nick Jonas, pour la dix-neuvième saison, aux côtés des coaches de retour Blake Shelton, Kelly Clarkson et John Legend. En novembre de la même année, il a été annoncé que Gwen Stefani quitterait à nouveau le panel de coach avant sa vingtième saison et serait remplacée par un Nick Jonas de retour. En mars 2021, il a été annoncé qu'Ariana Grande remplacerait Nick Jonas pour la saison vingt et un aux côtés des coaches de retour Kelly Clarkson, John Legend et Blake Shelton. En mai 2022, il a été annoncé que Gwen Stefani reviendrait dans le panel des coaches pour la saison vingt-deux aux côtés des coaches de retour John Legend et Ben Shelton. Il a été confirmé plus tard que Kelly Clarkson ne reviendrait pas non plus dans la série en 2022, tandis que Camila Cabello entrerait dans le panel en tant que nouvelle coach. Le 11 octobre 2022, il a été confirmé que Blake Shelton et Kelly Clarkson reviendraient pour la saison 23, ainsi que les nouveaux coaches Chance the Rapper et Niall Horan. Il a également été annoncé que Blake Shelton quitterait la série après la saison 23. Le 12 mai 2023, NBC a annoncé que l'émission reviendrait pour une 24e saison à l'automne de la même année. Le lendemain, il a été annoncé que Reba McEntire rejoindrait le panel, aux côtés des coaches de retour Niall Horan, John Legend et Gwen Stefani. Le 21 juin 2023, NBC a annoncé que l'émission reviendrait pour une 25e saison qui sortira au printemps 2024. Pour la première fois dans l'histoire de l'émission, une chaise double sera présentée. Le lendemain, il a été annoncé que Dan + Shay rejoindrait le panel en tant que premier entraîneur duo sur la version américaine, avec les coaches de retour John Legend, Chance the Rapper et Reba McEntire. 
Le 10 mai 2024, NBC a annoncé que la série reviendrait pour une 26e saison qui sortira à l'automne 2024. Le 13 mai 2024, il a été annoncé que Reba McEntire et Gwen Stefani reviendraient en tant que coaches pour la 26e saison, tandis que les nouveaux coaches Snoop Dogg et Michael Bublé remplaceraient John Legend et Chance the Rapper.
Le 4 juin 2024, il a été annoncé que l'émission avait été renouvelée pour une 27e saison qui devrait être diffusée au printemps 2025. Le lendemain, il a été annoncé qu'Adam Levine reviendrait au panel après une pause de 10 saisons, aux côtés des coaches de retour Bublé et Legend, tandis que le coach de la saison 15 "Comeback Stage" Kelsea Ballerini rejoindra le panel en tant que coach principal. 
Le 23 avril 2025, il a été annoncé que Snoop Dogg reviendrait dans le panel après une interruption d'une saison pour la vingt-huitième saison. Le 12 mai 2025, il a été annoncé que Michael Bublé, Niall Horan et Reba McEntire reviendraient pour la vingt-huitième saison. C'est également la première fois depuis la vingtième saison qu'un nouveau coach n'a pas été présenté. 

## Frise chronologique des coaches
|  | Adam Levine        | 3 | 18 |  |  |  |  |  |  |  |  |  |  |  |  |  |  |  |  |  |  |  |  |  |  |  |  |  |  |  |  |  |  |  |
|  | Blake Shelton      | 9 | 23 |  |  |  |  |  |  |  |  |  |  |  |  |  |  |  |  |  |  |  |  |  |  |  |  |  |  |  |  |  |  |  |
|  | Christina Aguilera | 1 | 6  |  |  |  |  |  |  |  |  |  |  |  |  |  |  |  |  |  |  |  |  |  |  |  |  |  |  |  |  |  |  |  |
|  | Cee Lo Green       | 0 | 4  |  |  |  |  |  |  |  |  |  |  |  |  |  |  |  |  |  |  |  |  |  |  |  |  |  |  |  |  |  |  |  |
|  | Shakira            | 0 | 2  |  |  |  |  |  |  |  |  |  |  |  |  |  |  |  |  |  |  |  |  |  |  |  |  |  |  |  |  |  |  |  |
|  | Usher              | 1 | 2  |  |  |  |  |  |  |  |  |  |  |  |  |  |  |  |  |  |  |  |  |  |  |  |  |  |  |  |  |  |  |  |
|  | Pharrell Williams  | 1 | 4  |  |  |  |  |  |  |  |  |  |  |  |  |  |  |  |  |  |  |  |  |  |  |  |  |  |  |  |  |  |  |  |
|  | Gwen Stefani       | 1 | 8  |  |  |  |  |  |  |  |  |  |  |  |  |  |  |  |  |  |  |  |  |  |  |  |  |  |  |  |  |  |  |  |
|  | Alicia Keys        | 1 | 3  |  |  |  |  |  |  |  |  |  |  |  |  |  |  |  |  |  |  |  |  |  |  |  |  |  |  |  |  |  |  |  |
|  | Miley Cyrus        | 0 | 2  |  |  |  |  |  |  |  |  |  |  |  |  |  |  |  |  |  |  |  |  |  |  |  |  |  |  |  |  |  |  |  |
|  | Jennifer Hudson    | 0 | 2  |  |  |  |  |  |  |  |  |  |  |  |  |  |  |  |  |  |  |  |  |  |  |  |  |  |  |  |  |  |  |  |
|  | Kelly Clarkson     | 4 | 10 |  |  |  |  |  |  |  |  |  |  |  |  |  |  |  |  |  |  |  |  |  |  |  |  |  |  |  |  |  |  |  |
|  | Kelsea Ballerini   | 0 | 2  |  |  |  |  |  |  |  |  |  |  |  |  |  |  |  |  |  |  |  |  |  |  |  |  |  |  |  |  |  |  |  |
|  | John Legend        | 1 | 10 |  |  |  |  |  |  |  |  |  |  |  |  |  |  |  |  |  |  |  |  |  |  |  |  |  |  |  |  |  |  |  |
|  | Bebe Rexha         | 0 | 1  |  |  |  |  |  |  |  |  |  |  |  |  |  |  |  |  |  |  |  |  |  |  |  |  |  |  |  |  |  |  |  |
|  | Nick Jonas         | 0 | 2  |  |  |  |  |  |  |  |  |  |  |  |  |  |  |  |  |  |  |  |  |  |  |  |  |  |  |  |  |  |  |  |
|  | Ariana Grande      | 0 | 1  |  |  |  |  |  |  |  |  |  |  |  |  |  |  |  |  |  |  |  |  |  |  |  |  |  |  |  |  |  |  |  |
|  | Camila Cabello     | 0 | 1  |  |  |  |  |  |  |  |  |  |  |  |  |  |  |  |  |  |  |  |  |  |  |  |  |  |  |  |  |  |  |  |
|  | Niall Horan        | 2 | 3  |  |  |  |  |  |  |  |  |  |  |  |  |  |  |  |  |  |  |  |  |  |  |  |  |  |  |  |  |  |  |  |
|  | Chance the Rapper  | 0 | 2  |  |  |  |  |  |  |  |  |  |  |  |  |  |  |  |  |  |  |  |  |  |  |  |  |  |  |  |  |  |  |  |
|  | Reba McEntire      | 1 | 4  |  |  |  |  |  |  |  |  |  |  |  |  |  |  |  |  |  |  |  |  |  |  |  |  |  |  |  |  |  |  |  |
|  | Dan + Shay         | 0 | 1  |  |  |  |  |  |  |  |  |  |  |  |  |  |  |  |  |  |  |  |  |  |  |  |  |  |  |  |  |  |  |  |
|  | Michael Bublé      | 2 | 3  |  |  |  |  |  |  |  |  |  |  |  |  |  |  |  |  |  |  |  |  |  |  |  |  |  |  |  |  |  |  |  |
|  | Snoop Dogg         | 0 | 2  |  |  |  |  |  |  |  |  |  |  |  |  |  |  |  |  |  |  |  |  |  |  |  |  |  |  |  |  |  |  |  |

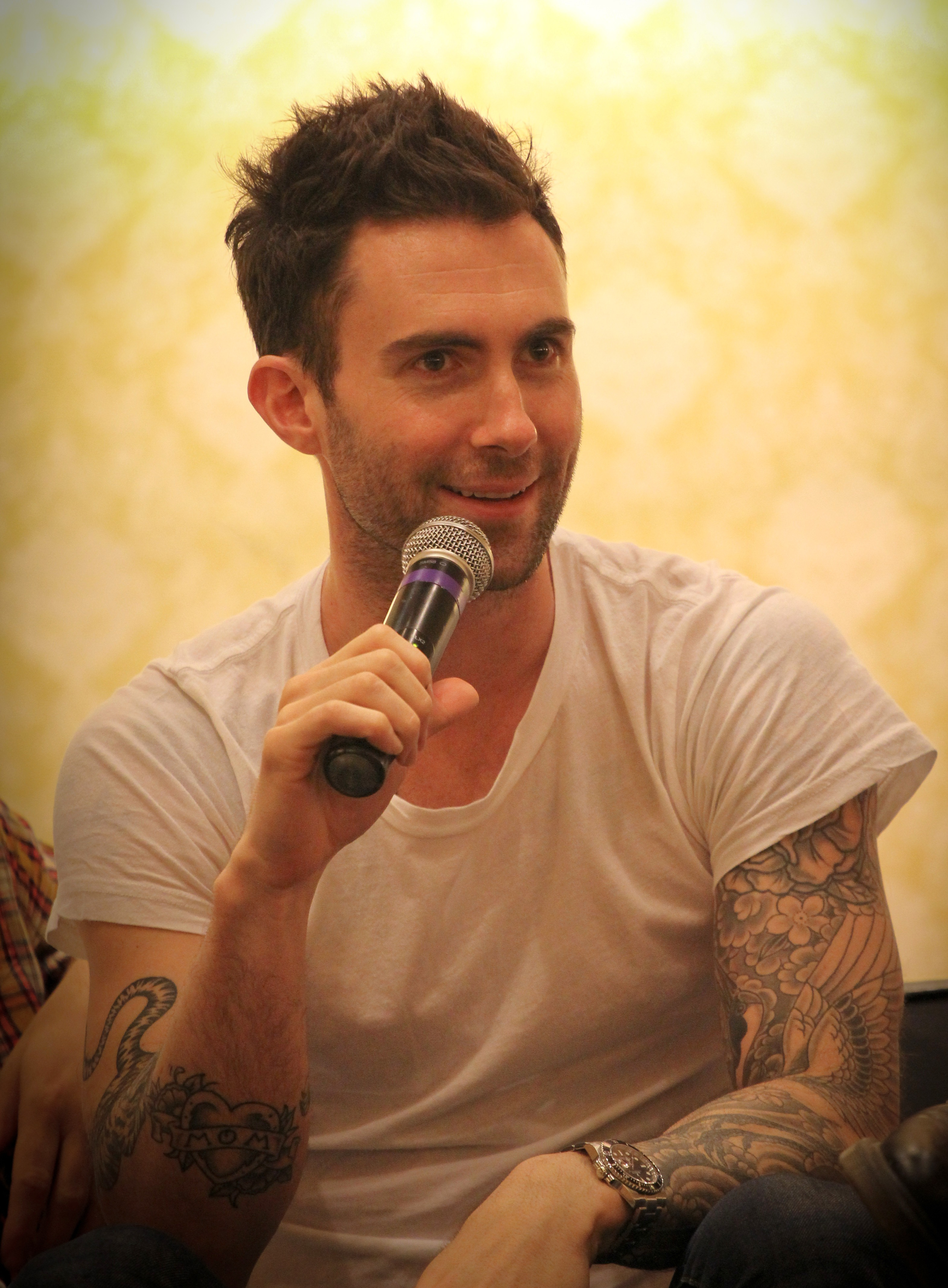
Adam Levine (1-16, 27-)
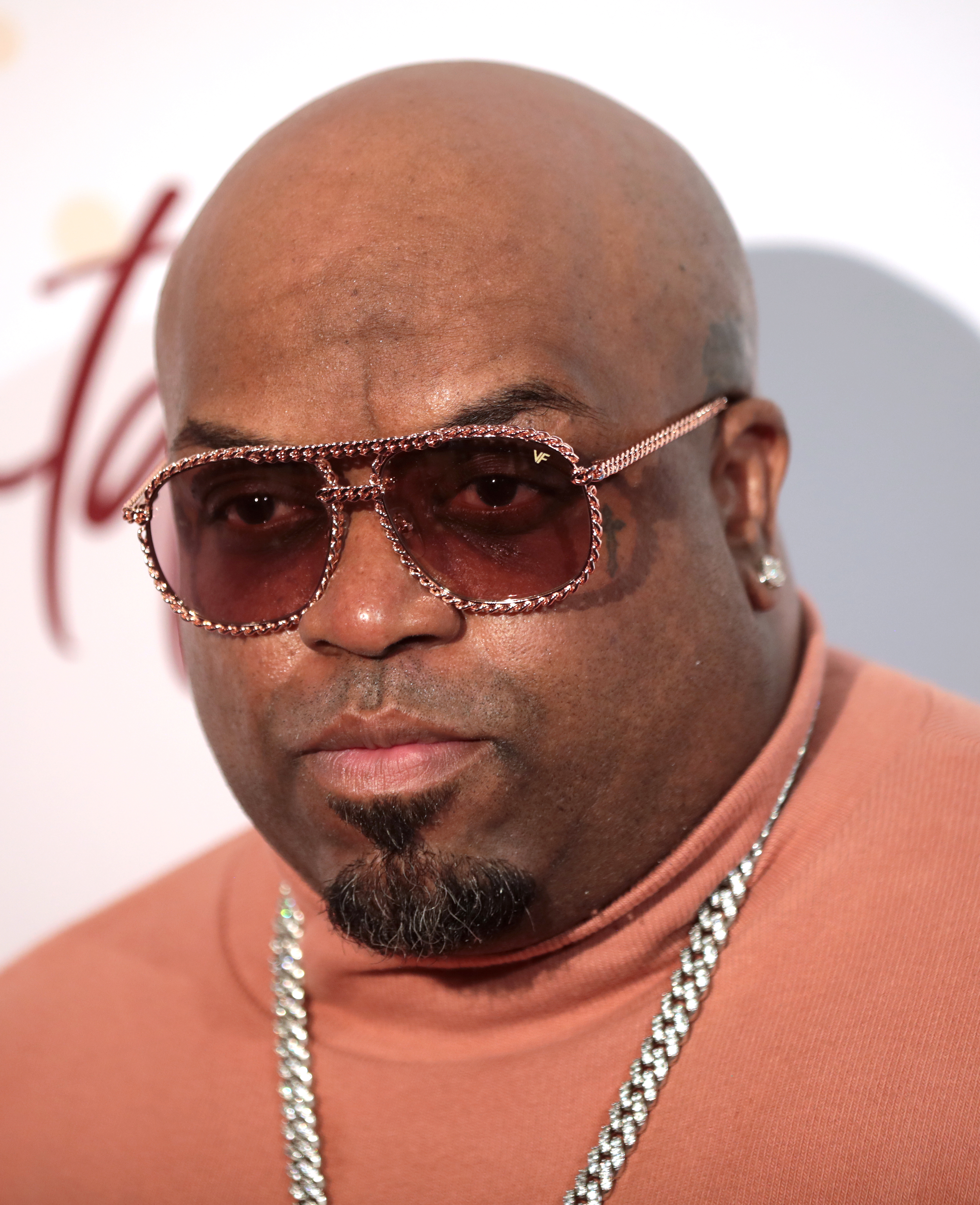
Cee Lo Green (1-3,5)
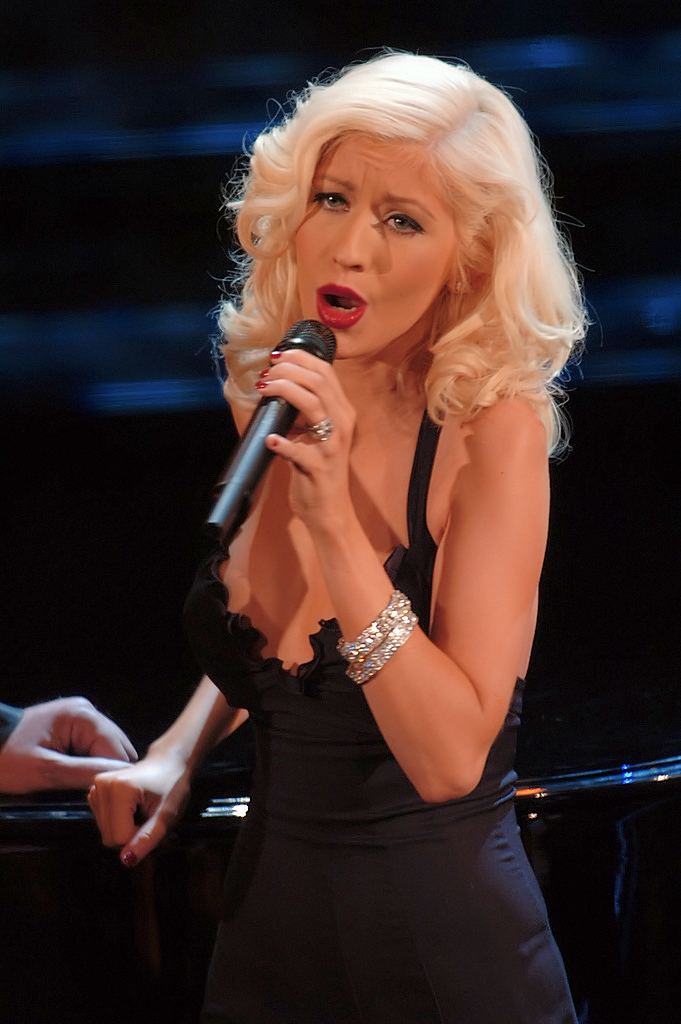
Christina Aguilera (1-3,5,8,10)
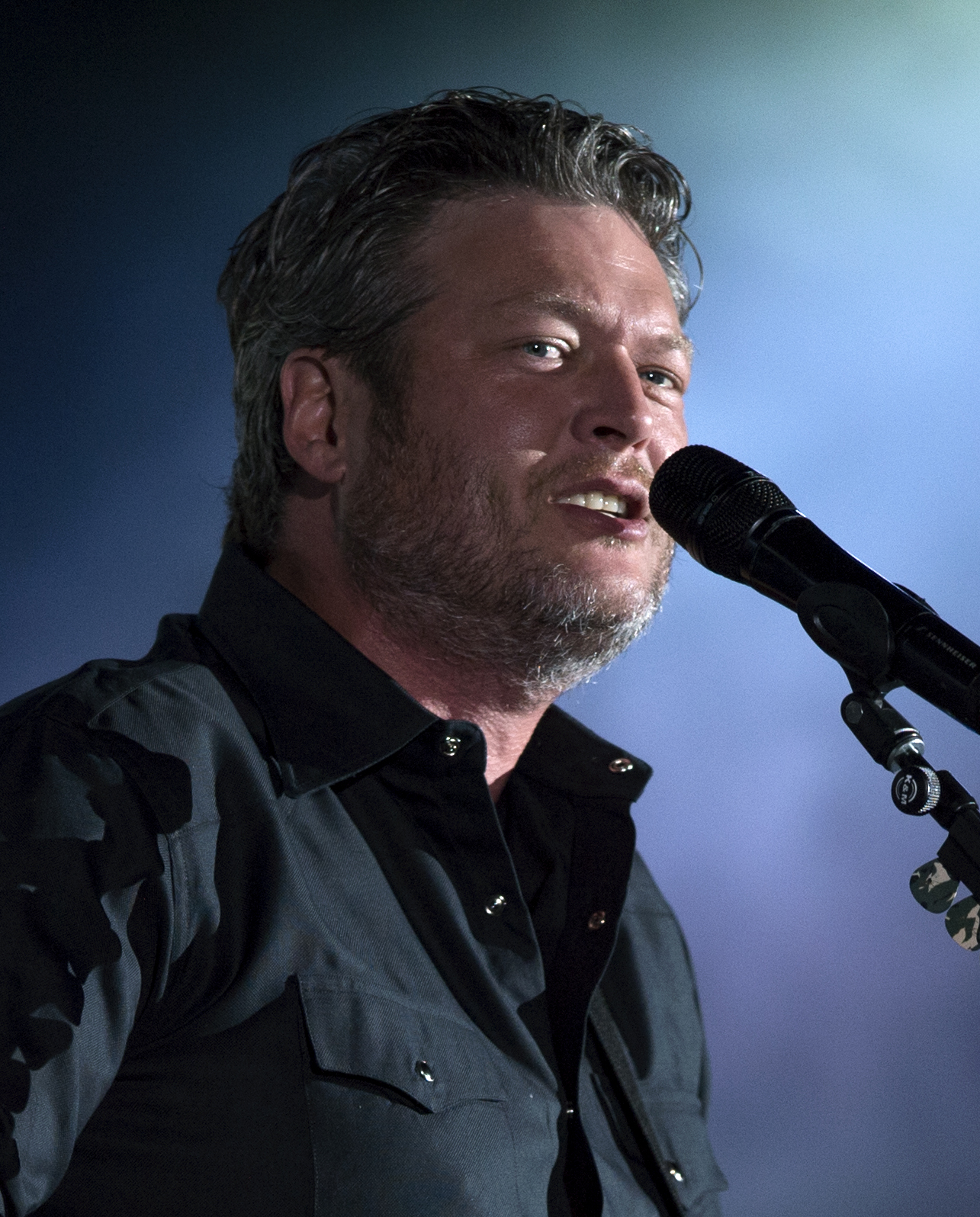
Blake Shelton (1-23)
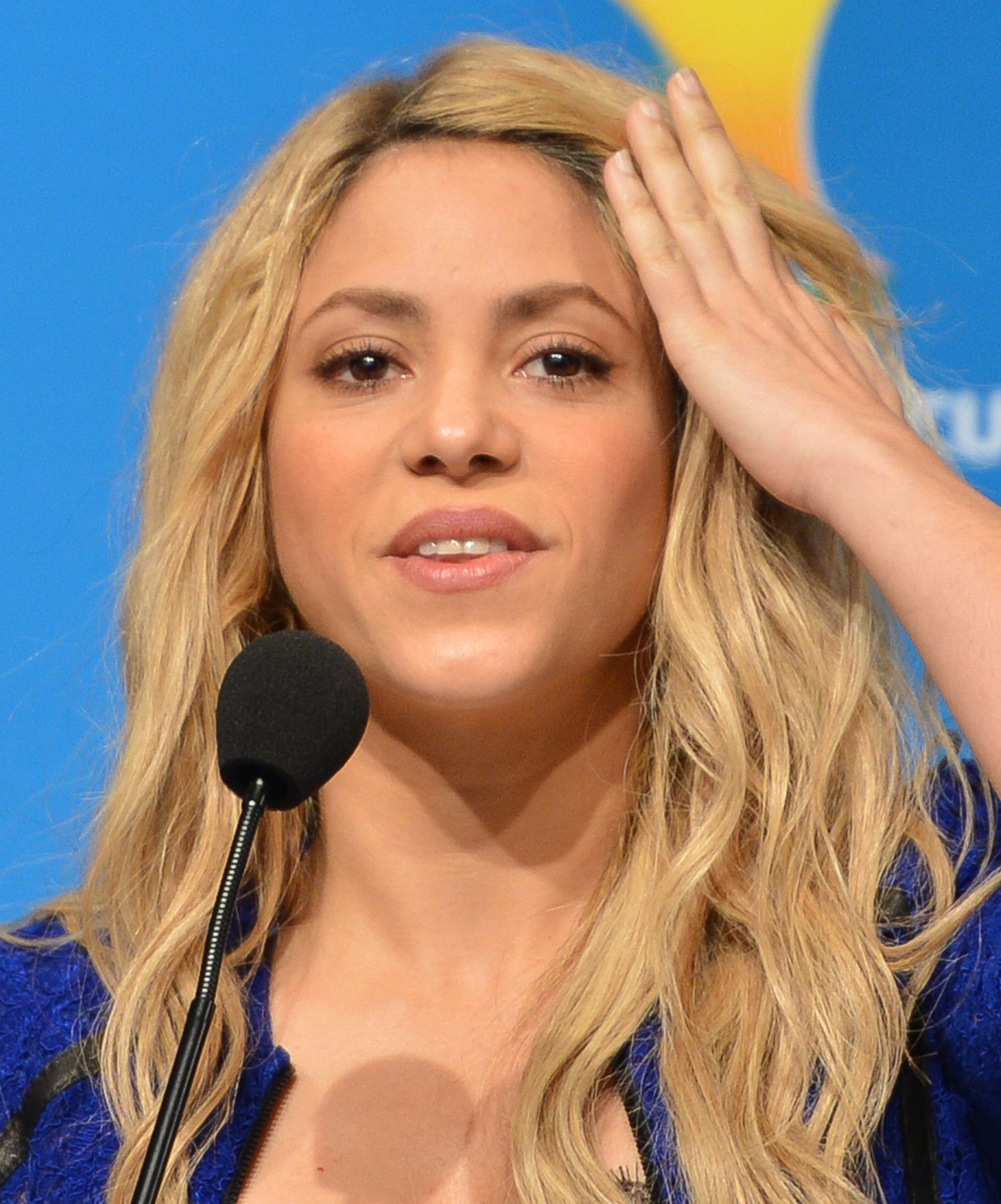
Shakira (4,6)
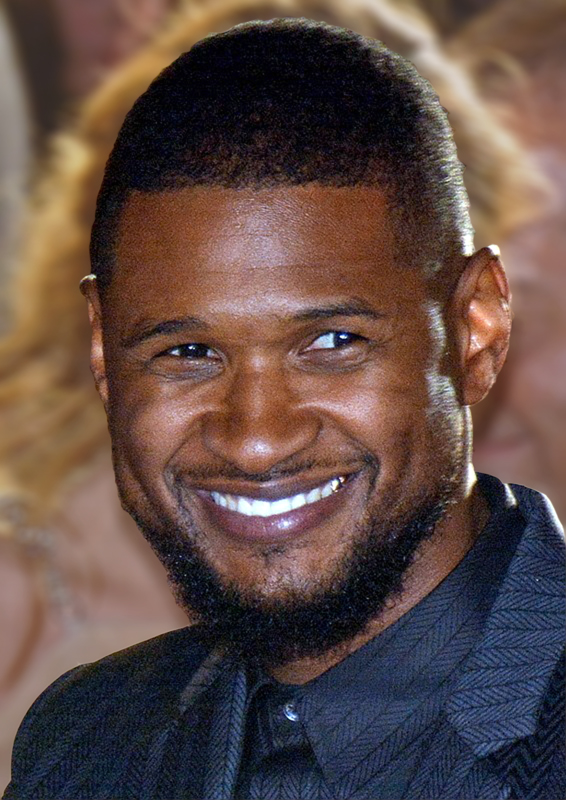
Usher (4,6)
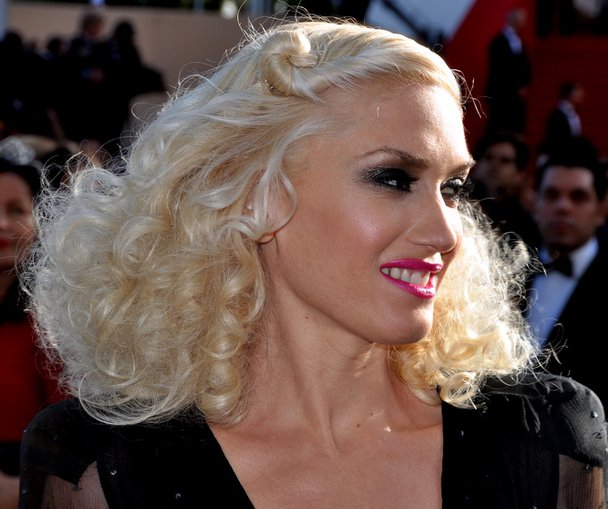
Gwen Stefani (7,9,12,17,19,22,24,26)
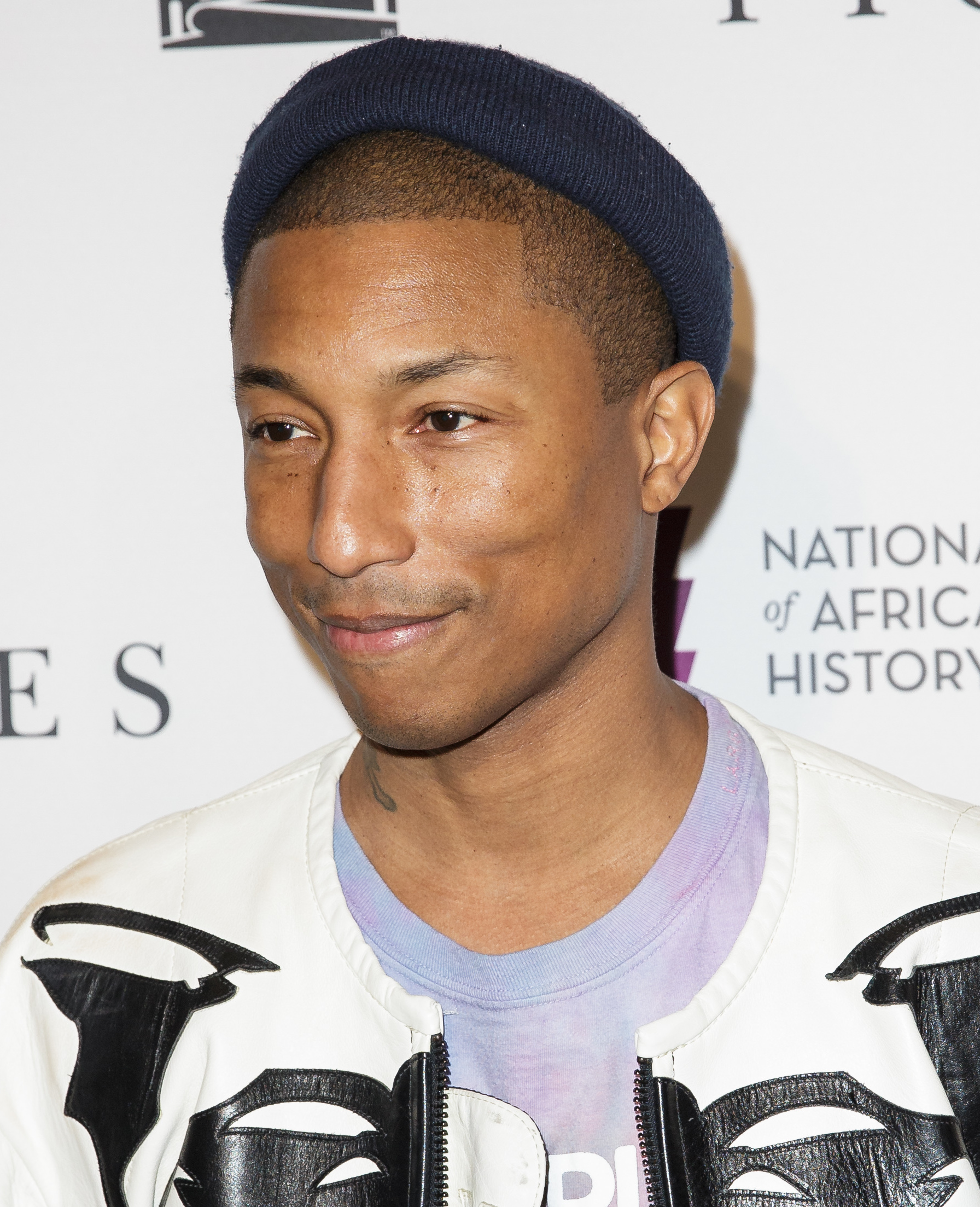
Pharrell Williams (7-10)
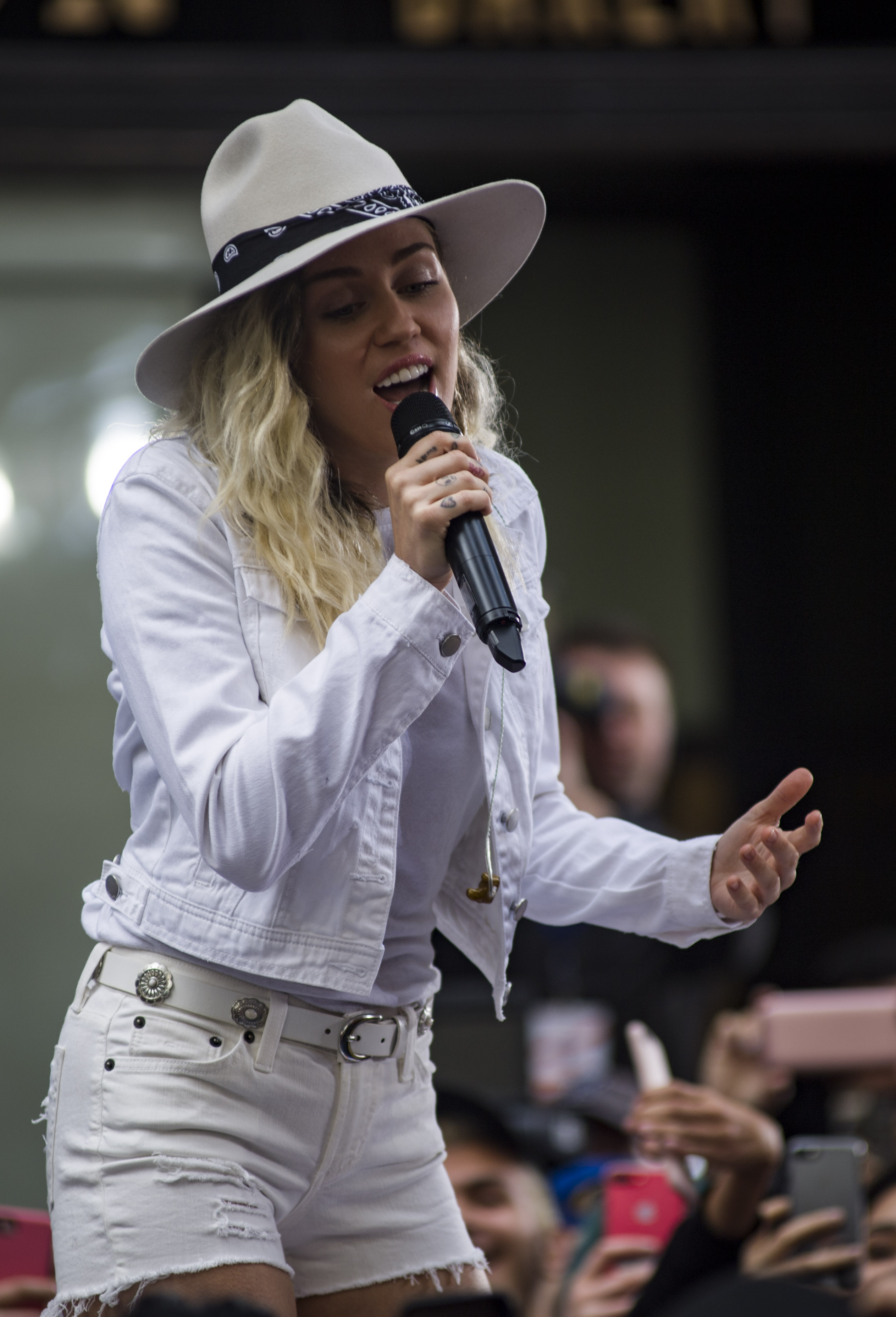
Miley Cyrus (11,13)
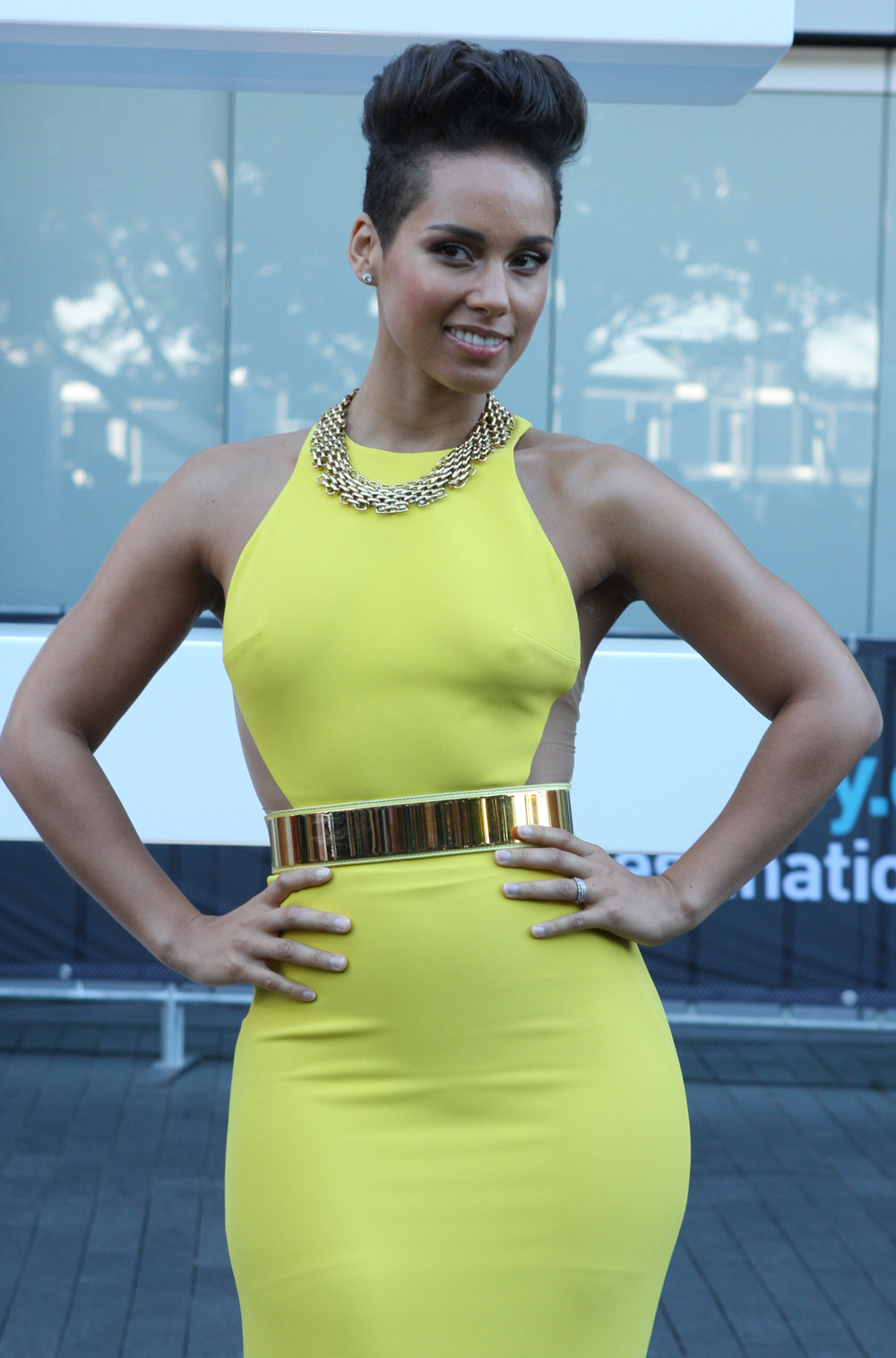
Alicia Keys (11-12,14)
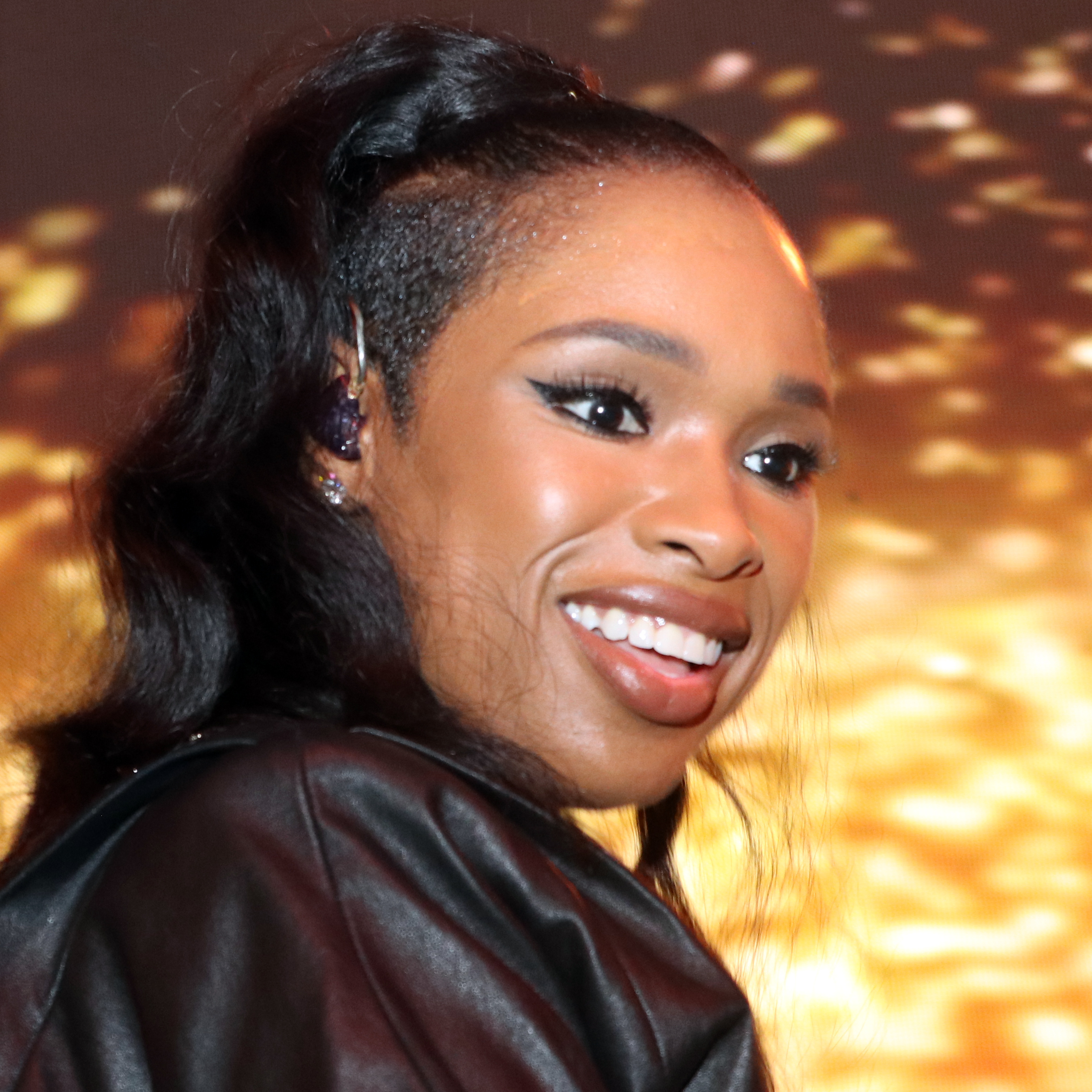
Jennifer Hudson (13,15)
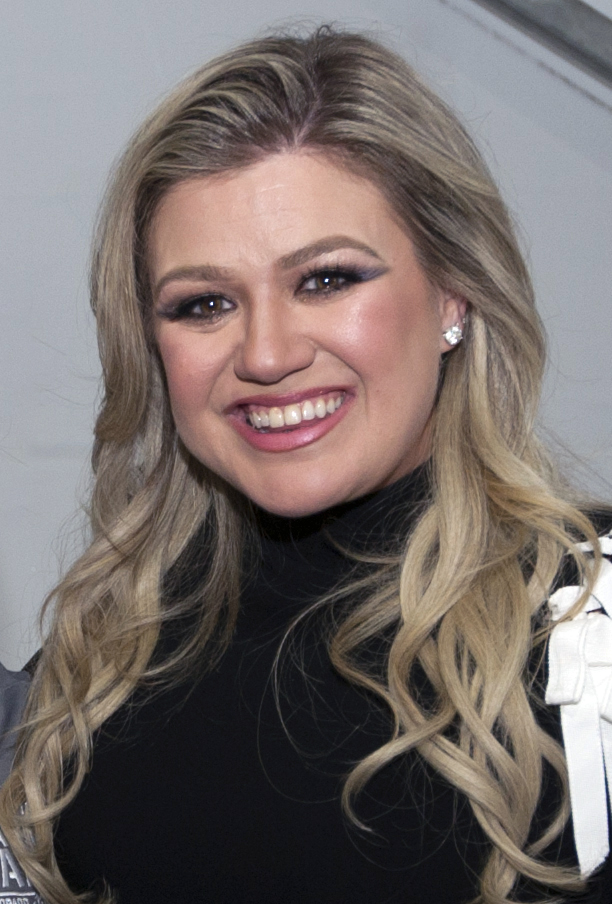
Kelly Clarkson (14-21, 23)
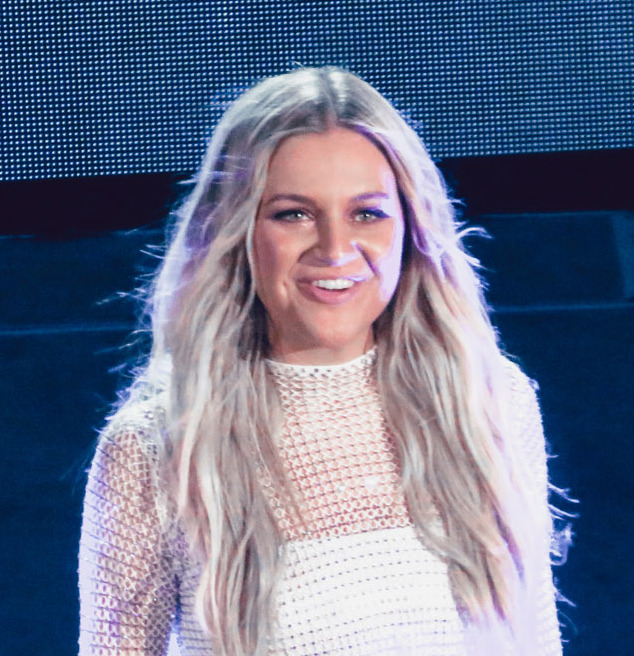
Kelsea Ballerini (Comeback Stage,15; 27-)
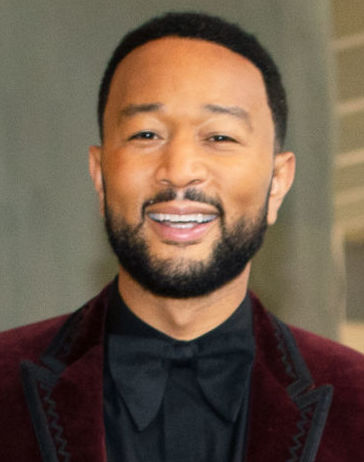
John Legend (16-22, 24-25, 27-)
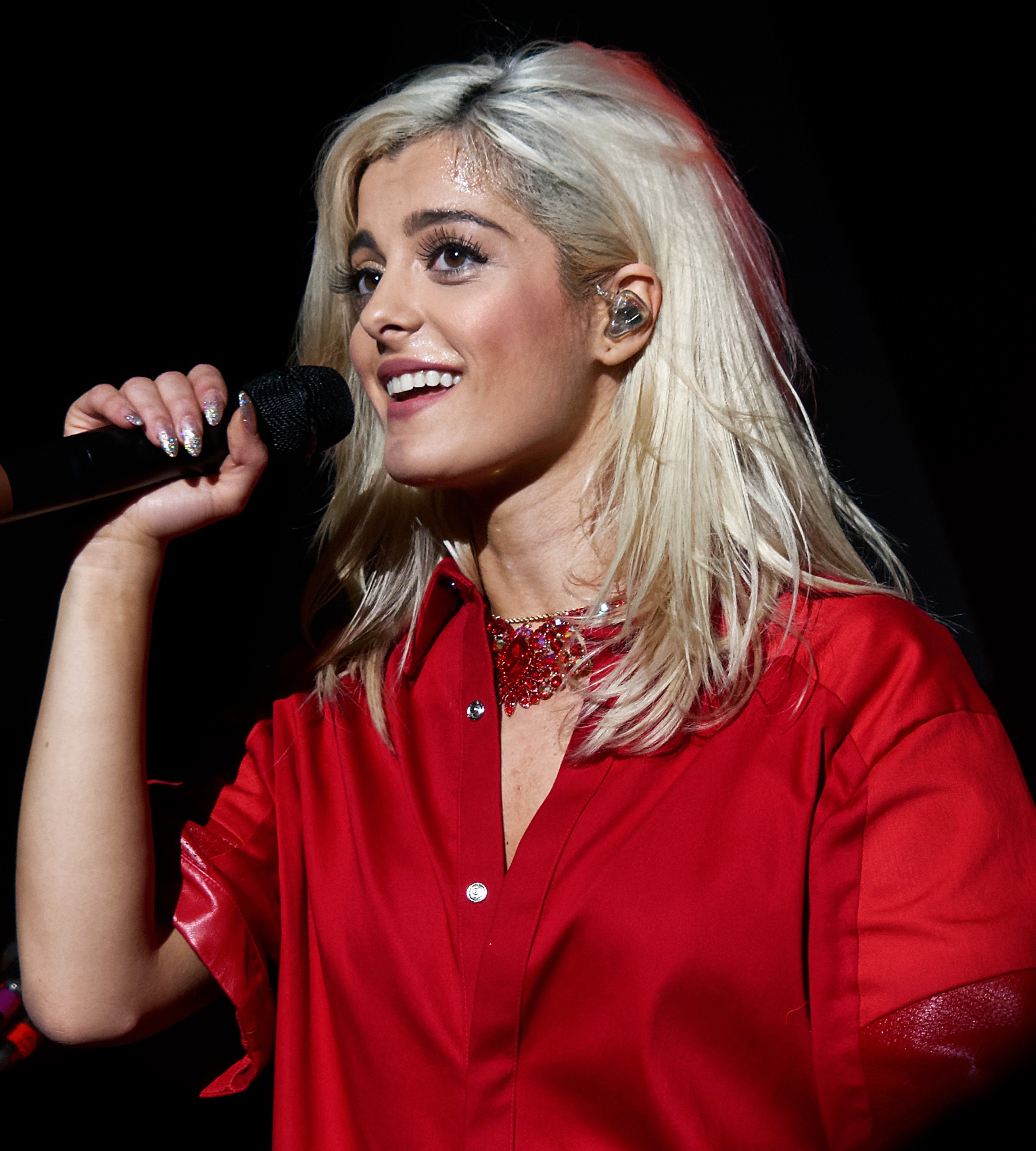
Bebe Rexha (Comeback Stage,16)
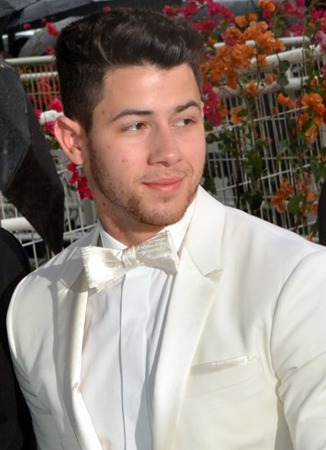
Nick Jonas (18,20)
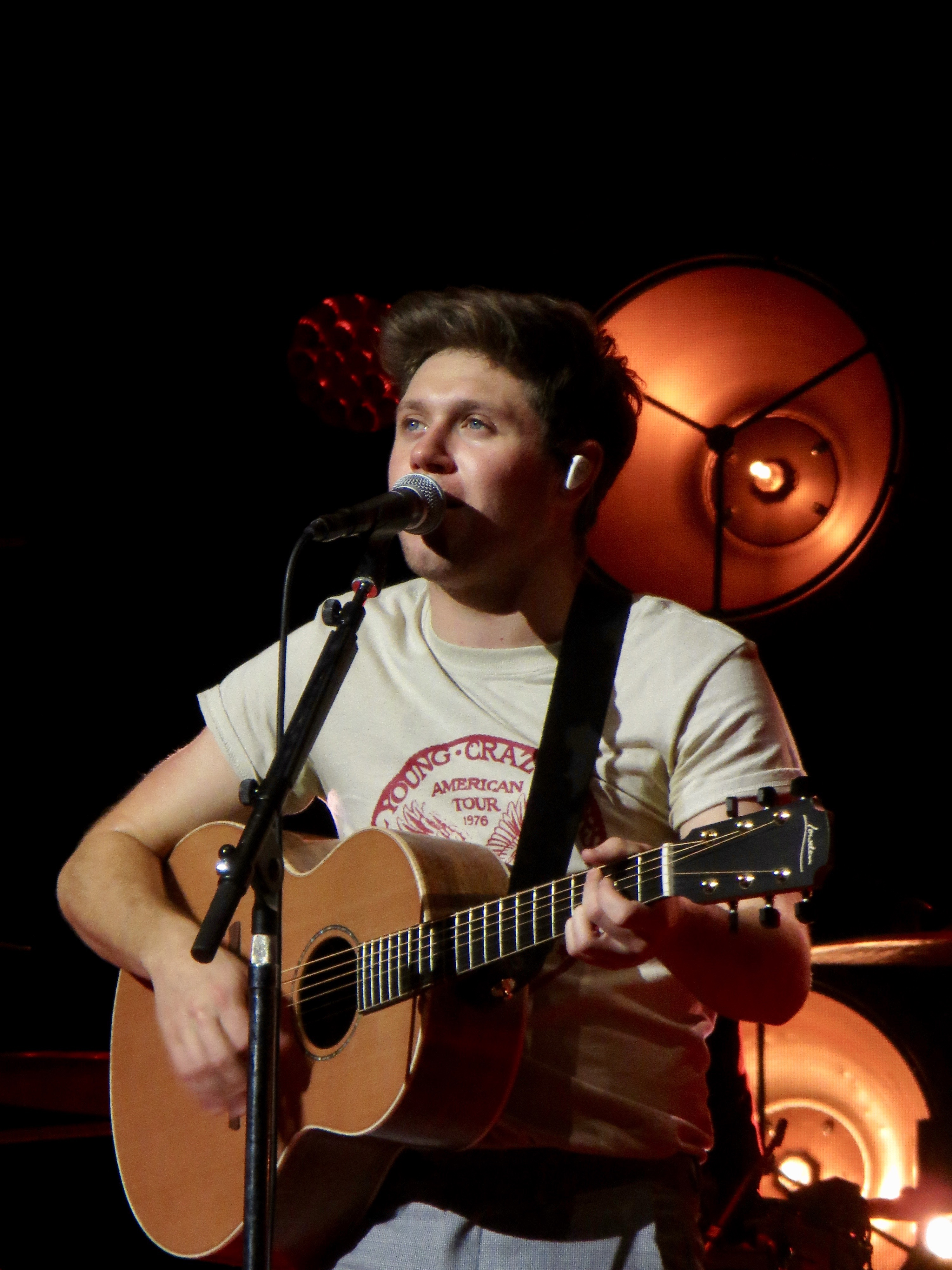
Niall Horan (23-24)
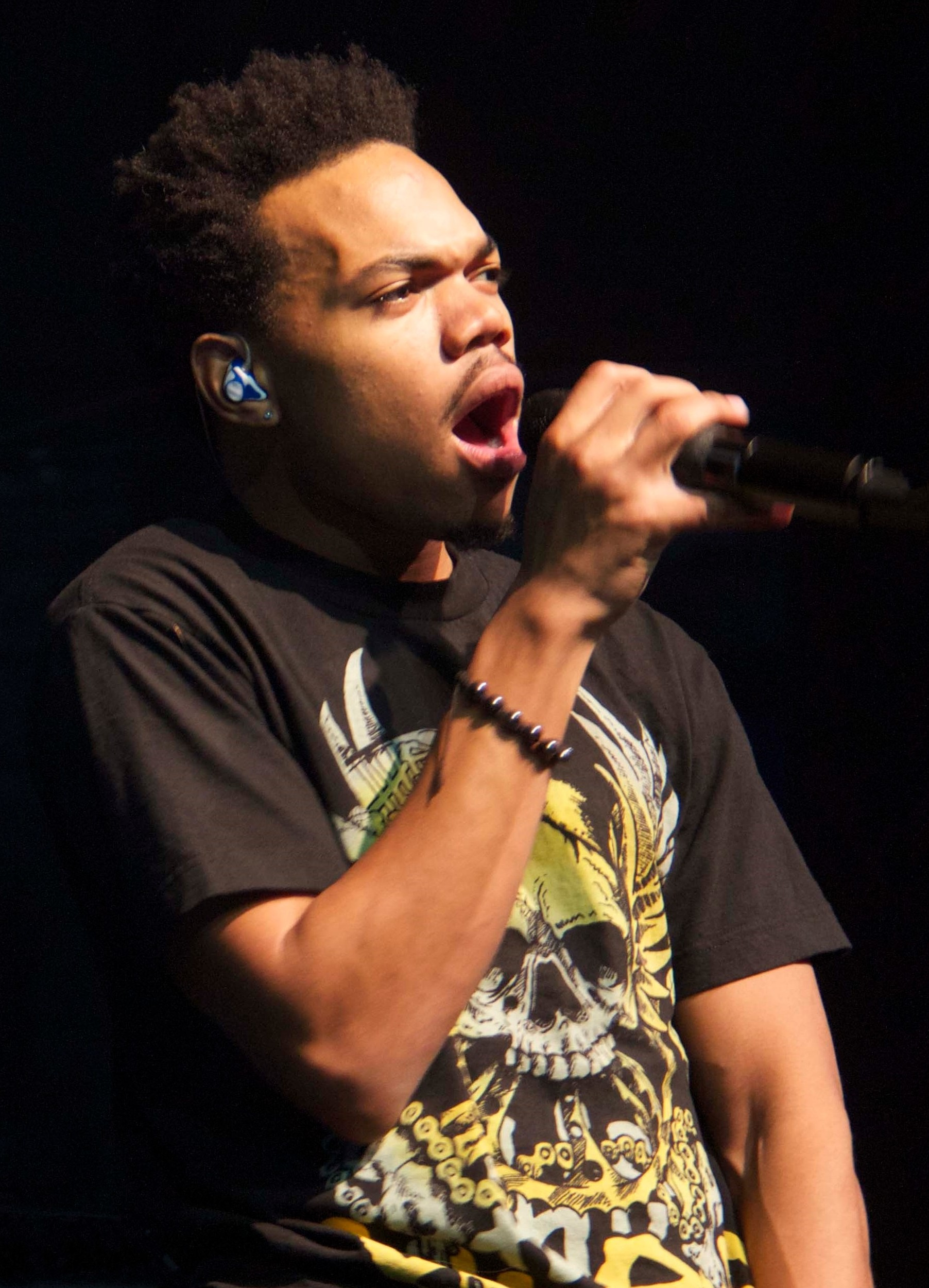
Chance the Rapper (23, 25)
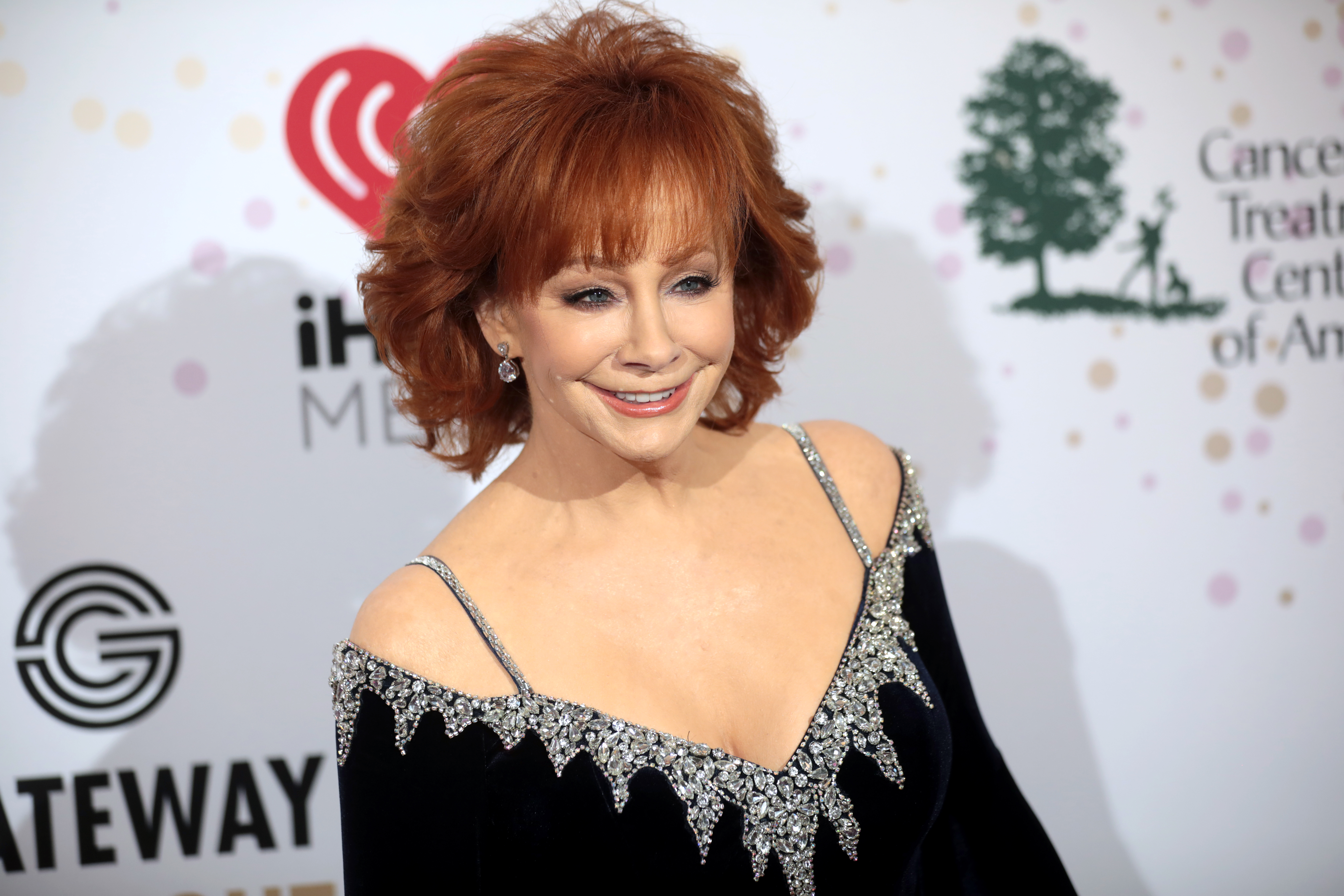
Reba McEntire (24-26)
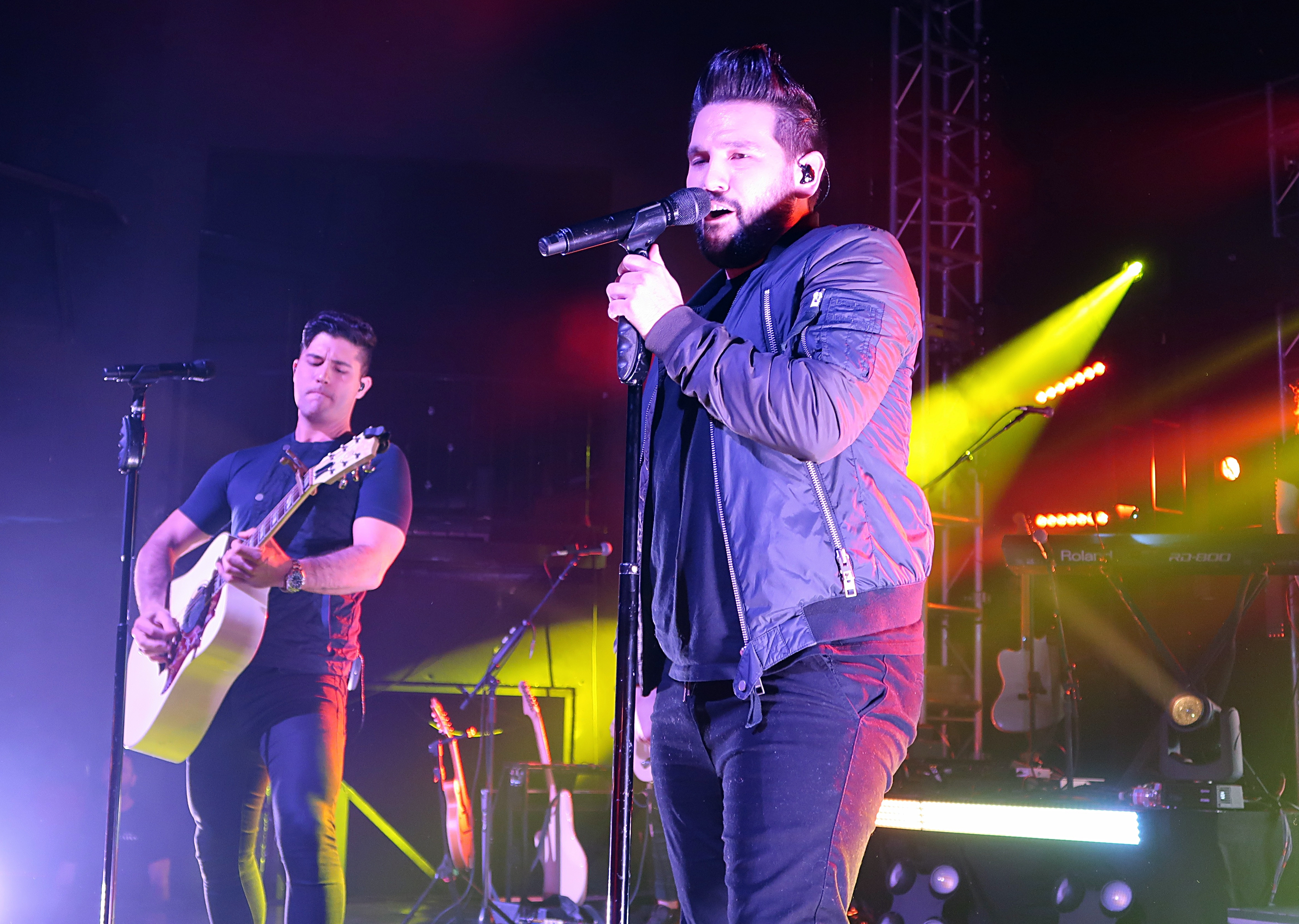
Dan + Shay (25)
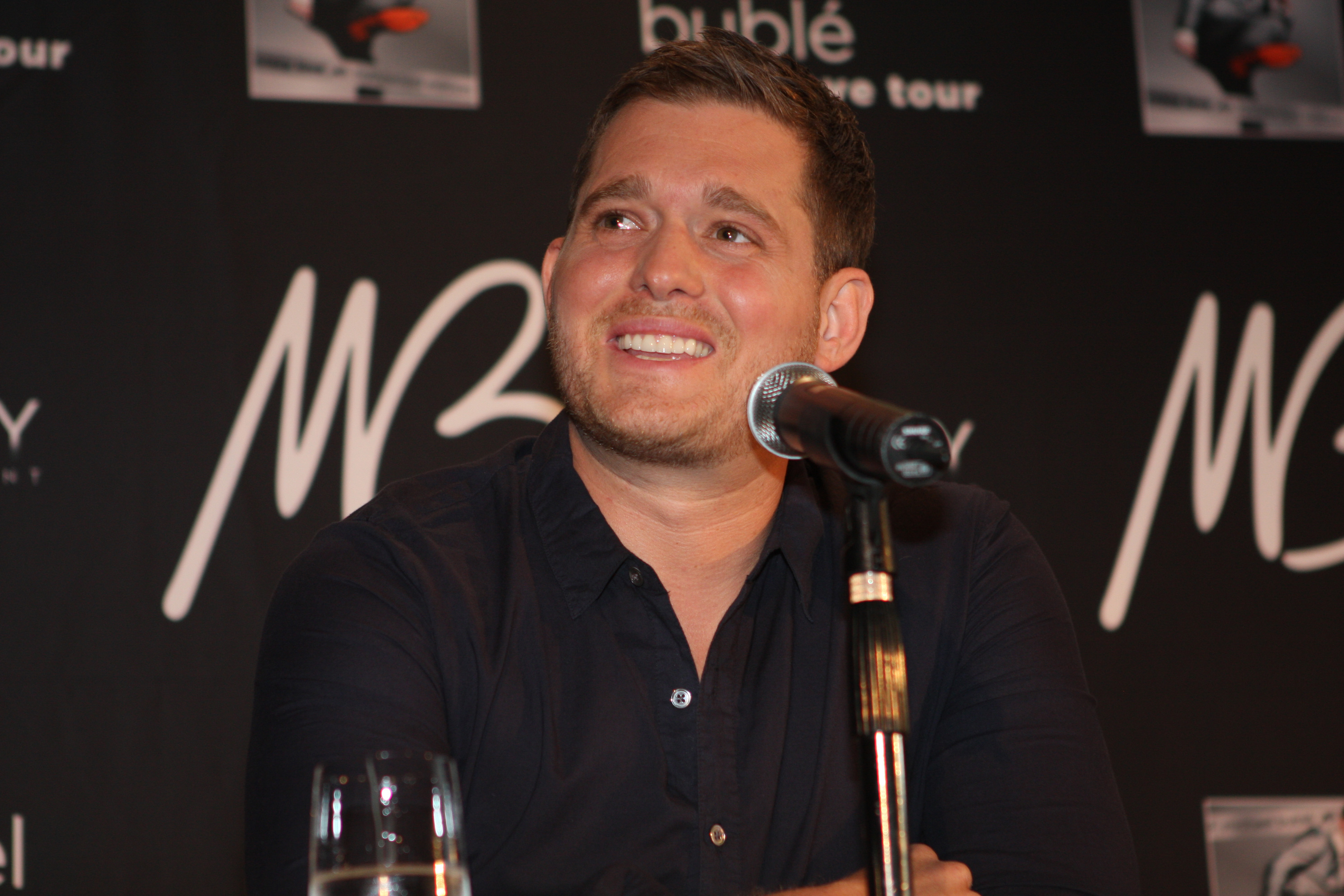
Michael Bublé (26-)
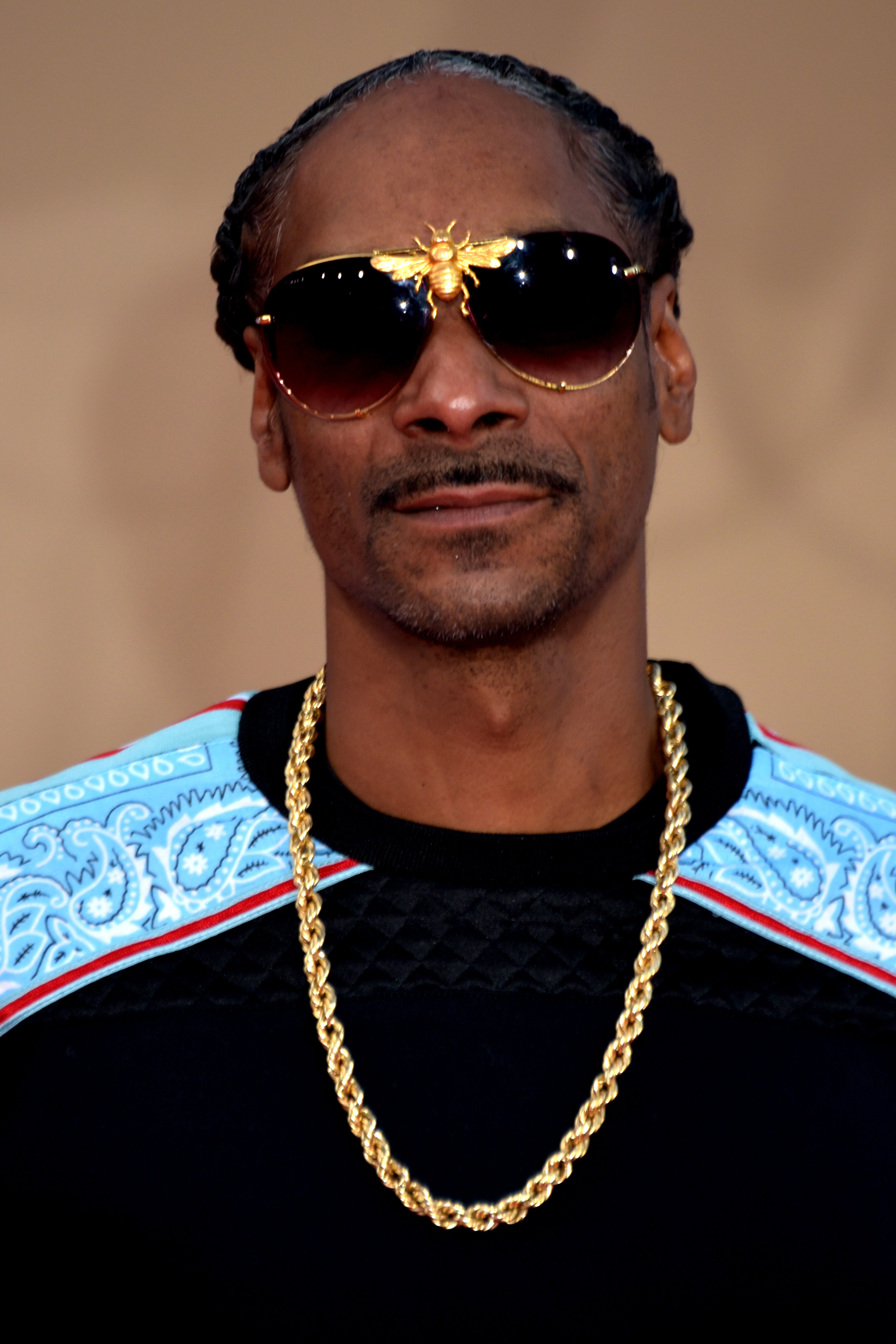
Snoop Dogg (26)

## Résumé des saisons
(4 décembre 2020).
- Team Blake
- Team Adam
- Team Christina
- Team CeeLo

- Team Shakira
- Team Usher
- Team Pharrell
- Team Gwen

- Team Alicia
- Team Miley
- Team Jennifer
- Team Kelly

- Team Legend
- Team Nick
- Team Ariana
- Team Camila

- Team Niall
- Team Chance
- Team Reba
- Team Dan + Shay

- Team Bublé
- Team Snoop
- Team Kelsea

| Saison | Première          | Finale           | Vainqueur         | Deuxième          | Troisième            | Quatrième                                                   | Cinquième                                                    | Coach gagnant      | Présentateur | Ordre des chaises des coachs | Ordre des chaises des coachs | Ordre des chaises des coachs | Ordre des chaises des coachs |
| Saison | Première          | Finale           | Vainqueur         | Deuxième          | Troisième            | Quatrième                                                   | Cinquième                                                    | Coach gagnant      | Présentateur | 1                            | 2                            | 3                            | 4                            |
| ------ | ----------------- | ---------------- | ----------------- | ----------------- | -------------------- | ----------------------------------------------------------- | ------------------------------------------------------------ | ------------------ | ------------ | ---------------------------- | ---------------------------- | ---------------------------- | ---------------------------- |
| 1      | 26 avril 2011     | 29 juin 2011     | Javier Colon      | Dia Frampton      | Beverly McClellan    | Beverly McClellan                                           | Des saisons 1 à 17, il n'y avait pas de cinquième finaliste. | Adam Levine        | Carson Daly  | Adam                         | CeeLo                        | Christina                    | Blake                        |
| 1      | 26 avril 2011     | 29 juin 2011     | Javier Colon      | Dia Frampton      | Vicci Martinez       |                                                             | Des saisons 1 à 17, il n'y avait pas de cinquième finaliste. | Adam Levine        | Carson Daly  | Adam                         | CeeLo                        | Christina                    | Blake                        |
| 2      | 5 février 2012    | 8 mai 2012       | Jermaine Paul     | Juliet Simms      | Tony Lucca           | Chris Mann                                                  | Des saisons 1 à 17, il n'y avait pas de cinquième finaliste. | Blake Shelton      | Carson Daly  | Adam                         | CeeLo                        | Christina                    | Blake                        |
| 3      | 10 septembre 2012 | 18 décembre 2012 | Cassadee Pope     | Terry McDermott   | Nicholas David       | Des saisons 3 à 6, il n'y avait pas de quatrième finaliste. | Des saisons 1 à 17, il n'y avait pas de cinquième finaliste. | Blake Shelton      | Carson Daly  | Adam                         | CeeLo                        | Christina                    | Blake                        |
| 4      | 25 mars 2013      | 18 juin 2013     | Danielle Bradbery | Michelle Chamuel  | The Swon Brothers    | Des saisons 3 à 6, il n'y avait pas de quatrième finaliste. | Des saisons 1 à 17, il n'y avait pas de cinquième finaliste. | Blake Shelton      | Carson Daly  | Adam                         | Shakira                      | Usher                        | Blake                        |
| 5      | 23 septembre 2013 | 17 décembre 2013 | Tessanne Chin     | Jacquie Lee       | Will Champlin        | Des saisons 3 à 6, il n'y avait pas de quatrième finaliste. | Des saisons 1 à 17, il n'y avait pas de cinquième finaliste. | Adam Levine        | Carson Daly  | Adam                         | CeeLo                        | Christina                    | Blake                        |
| 6      | 24 février 2014   | 20 mai 2014      | Josh Kaufman      | Jake Worthington  | Christina Grimmie    | Des saisons 3 à 6, il n'y avait pas de quatrième finaliste. | Des saisons 1 à 17, il n'y avait pas de cinquième finaliste. | Usher              | Carson Daly  | Adam                         | Shakira                      | Usher                        | Blake                        |
| 7      | 22 septembre 2014 | 16 décembre 2014 | Craig Wayne Boyd  | Matt McAndrew     | Chris Jamison        | Damien Lawson                                               | Des saisons 1 à 17, il n'y avait pas de cinquième finaliste. | Blake Shelton      | Carson Daly  | Adam                         | Gwen                         | Pharrell                     | Blake                        |
| 8      | 23 février 2015   | 19 mai 2015      | Sawyer Fredericks | Meghan Linsey     | Joshua Davis         | Koryn Hawthorne                                             | Des saisons 1 à 17, il n'y avait pas de cinquième finaliste. | Pharrell Williams  | Carson Daly  | Adam                         | Pharrell                     | Christina                    | Blake                        |
| 9      | 21 septembre 2015 | 15 décembre 2015 | Jordan Smith      | Emily Ann Roberts | Barrett Baber        | Jeffery Austin                                              | Des saisons 1 à 17, il n'y avait pas de cinquième finaliste. | Adam Levine        | Carson Daly  | Adam                         | Gwen                         | Pharrell                     | Blake                        |
| 10     | 29 février 2016   | 24 mai 2016      | Alisan Porter     | Adam Wakefield    | Hannah Huston        | Laith Al-Saadi                                              | Des saisons 1 à 17, il n'y avait pas de cinquième finaliste. | Christina Aguilera | Carson Daly  | Adam                         | Pharrell                     | Christina                    | Blake                        |
| 11     | 19 septembre 2016 | 13 décembre 2016 | Sundance Head     | Billy Gilman      | Wé McDonald          | Josh Gallagher                                              | Des saisons 1 à 17, il n'y avait pas de cinquième finaliste. | Blake Shelton      | Carson Daly  | Adam                         | Miley                        | Alicia                       | Blake                        |
| 12     | 27 février 2017   | 23 mai 2017      | Chris Blue        | Lauren Duski      | Aliyah Moulden       | Jesse Larson                                                | Des saisons 1 à 17, il n'y avait pas de cinquième finaliste. | Alicia Keys        | Carson Daly  | Adam                         | Gwen                         | Alicia                       | Blake                        |
| 13     | 25 septembre 2017 | 19 décembre 2017 | Chloe Kohanski    | Addison Agen      | Brooke Simpson       | Red Marlow                                                  | Des saisons 1 à 17, il n'y avait pas de cinquième finaliste. | Blake Shelton      | Carson Daly  | Adam                         | Miley                        | Jennifer                     | Blake                        |
| 14     | 26 février 2018   | 22 mai 2018      | Brynn Cartelli    | Britton Buchanan  | Kyla Jade            | Spensha Baker                                               | Des saisons 1 à 17, il n'y avait pas de cinquième finaliste. | Kelly Clarkson     | Carson Daly  | Adam                         | Alicia                       | Kelly                        | Blake                        |
| 15     | 24 septembre 2018 | 18 décembre 2018 | Chevel Shepherd   | Chris Kroeze      | Kirk Jay             | Kennedy Holmes                                              | Des saisons 1 à 17, il n'y avait pas de cinquième finaliste. | Kelly Clarkson     | Carson Daly  | Adam                         | Kelly                        | Jennifer                     | Blake                        |
| 16     | 25 février 2019   | 21 mai 2019      | Maelyn Jarmon     | Gyth Rigdon       | Dexter Roberts       | Andrew Sevener                                              | Des saisons 1 à 17, il n'y avait pas de cinquième finaliste. | John Legend        | Carson Daly  | Adam                         | John                         | Kelly                        | Blake                        |
| 17     | 23 septembre 2019 | 17 décembre 2019 | Jake Hoot         | Ricky Duran       | Katie Kadan          | Rose Short                                                  | Des saisons 1 à 17, il n'y avait pas de cinquième finaliste. | Kelly Clarkson     | Carson Daly  | Kelly                        | Gwen                         | John                         | Blake                        |
| 18     | 24 février 2020   | 19 mai 2020      | Todd Tilghman     | Toneisha Harris   | Thunderstorm Artis   | CammWess                                                    | Micah Iverson                                                | Blake Shelton      | Carson Daly  | Kelly                        | Nick                         | John                         | Blake                        |
| 19     | 19 octobre 2020   | 15 décembre 2020 | Carter Rubin      | Jim Ranger        | Ian Flanigan         | DeSz                                                        | John Holiday                                                 | Gwen Stefani       | Carson Daly  | Kelly                        | Gwen                         | John                         | Blake                        |
| 20     | 1er mars 2021     | 25 mai 2021      | Cam Anthony       | Kenzie Wheeler    | Jordan Matthew Young | Rachel Mac                                                  | Victor Solomon                                               | Blake Shelton      | Carson Daly  | Kelly                        | John                         | Nick                         | Blake                        |
| 21     | 20 septembre 2021 | 14 décembre 2021 | Girl Named Tom    | Wendy Moten       | Paris Winningham     | Hailey Mia                                                  | Jershika Maple                                               | Kelly Clarkson     | Carson Daly  | Kelly                        | John                         | Ariana                       | Blake                        |
| 22     | 19 septembre 2022 | 13 décembre 2022 | Bryce Leatherwood | bodie             | Morgan Myles         | Omar Jose Cardona                                           | Brayden Lape                                                 | Blake Shelton      | Carson Daly  | John                         | Gwen                         | Camila                       | Blake                        |
| 23     | 6 mars 2023       | 23 mai 2023      | Gina Miles        | Grace West        | D.Smooth             | Sorelle                                                     | NOIVAS                                                       | Niall Horan        | Carson Daly  | Kelly                        | Chance                       | Niall                        | Blake                        |
| 24     | 25 septembre 2023 | 19 décembre 2023 | Huntley           | Ruby Leigh        | Mara Justine         | Jacquie Roar                                                | Lila Forde                                                   | Niall Horan        | Carson Daly  | John                         | Gwen                         | Niall                        | Reba                         |
| 25     | 26 février 2024   | 21 mai 2024      | Asher HaVon       | Josh Sanders      | Bryan Olesen         | Nathan Chester                                              | Karen Waldrup                                                | Reba McEntire      | Carson Daly  | John                         | Dan + Shay                   | Chance                       | Reba                         |
| 26     | 23 septembre 2024 | 10 décembre 2024 | Sofronio Vasquez  | Shye              | Sydney Sterlace      | Danny Joseph                                                | Jeremy Beloate                                               | Michael Bublé      | Carson Daly  | Michael                      | Gwen                         | Reba                         | Snoop                        |
| 27     | 3 février 2025    | 20 mai 2025      | Adam David        | Jaelen Johnston   | RENZO                | Lucia Flores-Wiseman                                        | Jadyn Cree                                                   | Michael Bublé      | Carson Daly  | John                         | Michael                      | Kelsea                       | Adam                         |
| 28     | 22 septembre 2025 |                  |                   |                   |                      |                                                             |                                                              |                    | Carson Daly  | Michael                      | Reba                         | Niall                        | Snoop                        |
| 29     | Printemps 2026    |                  |                   |                   |                      |                                                             |                                                              |                    | Carson Daly  | John                         | Kelly                        | Adam                         | -                            |

## Détail des saisons

### Saison 1 (2011)
La saison 1 de The Voice a été diffusée du 26 avril au 29 juin 2011. Elle a été remportée par Javier Colon, coaché par Adam Levine.
| Artiste           | Coach              | Chanson           | Classement     |
| ----------------- | ------------------ | ----------------- | -------------- |
| Javier Colon      | Adam Levine        | Stitch by Stitch  | Gagnant        |
| Dia Frampton      | Blake Shelton      | Inventing Shadows | Finaliste      |
| Beverly McClellan | Christina Aguilera | Lovesick          | Demi-finaliste |
| Vicci Martinez    | Cee Lo Green       | Afraid to Sleep   | Demi-finaliste |

### Saison 2 (2012)
La saison 2 de The Voice a été diffusée du 5 février au 8 mai 2012. Elle a vu la victoire de Jermaine Paul de l'équipe de Blake Shelton sur I Believe I Can Fly.
| Artiste       | Coach              | Chanson             | Classement     |
| ------------- | ------------------ | ------------------- | -------------- |
| Jermaine Paul | Blake Shelton      | I Believe I Can Fly | Gagnant        |
| Juliet Simms  | Cee Lo Green       | Free Bird           | Finaliste      |
| Tony Lucca    | Adam Levine        | You Raise Me Up     | Demi-finaliste |
| Chris Mann    | Christina Aguilera | 99 Problems         | Demi-finaliste |

### Saison 3 (2012)
La saison 3 de The Voice a été diffusée du 10 septembre au 18 décembre 2012 et a été remportée par Cassadee Pope.
| Artiste         | Coach         | Chanson             | Classement     |
| --------------- | ------------- | ------------------- | -------------- |
| Cassadee Pope   | Blake Shelton | Cry                 | Gagnante       |
| Terry McDermott | Blake Shelton | Broken Wings        | Finaliste      |
| Nicholas David  | Cee Lo Green  | Great Balls of Fire | Demi-finaliste |

### Saison 4 (2013)
La saison 4 de The Voice a été diffusée du 25 mars au 18 juin 2013. Christina Aguilera et Cee Lo Green sont remplacés par Shakira et Usher. Elle a été remportée par Danielle Bradbery.
| Artiste           | Coach         | Chanson              | Classement     |
| ----------------- | ------------- | -------------------- | -------------- |
| Danielle Bradbery | Blake Shelton | Born to Fly          | Gagnante       |
| Michelle Chamuel  | Usher         | Why                  | Finaliste      |
| The Swon Brothers | Blake Shelton | I Can't Tell You Why | Demi-finaliste |

### Saison 5 (2013)
La saison 5 de The Voice a été diffusée du 23 septembre au 17 décembre 2013. Christina Aguilera et Cee Lo Green reviennent comme coachs, en remplacement de Shakira et Usher. La saison a été remportée par Tessanne Chin.
| Artiste       | Coach              | Chanson                            | Classement     |
| ------------- | ------------------ | ---------------------------------- | -------------- |
| Tessanne Chin | Adam Levine        | I Have Nothing                     | Gagnant        |
| Jacquie Lee   | Christina Aguilera | And I Am Telling You I'm Not Going | Finaliste      |
| Will Champlin | Adam Levine        | Everything I Do                    | Demi-finaliste |

### Saison 6 (2014)
La saison 6 de The Voice a été diffusée du 24 février au 20 mai 2014. Shakira et Usher, coachs de la saison 4, sont de retour et remplacent Christina Aguilera et CeeLo Green. La saison a été remportée par Josh Kaufman.
| Artiste           | Coach         | Chanson                    | Classement     |
| ----------------- | ------------- | -------------------------- | -------------- |
| Josh Kaufman      | Usher         | Set Fire to the Rain       | Gagnant        |
| Jake Worthington  | Blake Shelton | Right Here Waiting         | Finaliste      |
| Christina Grimmie | Adam Levine   | Can't Help Falling in Love | Demi-finaliste |

### Saison 7 (2014)
La saison 7 de The Voice a été diffusée du 22 septembre au 16 décembre 2014 ; elle voit les arrivées de Pharrell Williams et Gwen Stefani en remplacement de Shakira et Usher. La saison est remportée par Craig Wayne Boyd.
| Artiste          | Coach         | Chanson                    | Classement     |
| ---------------- | ------------- | -------------------------- | -------------- |
| Craig Wayne Boyd | Blake Shelton | In Pictures                | Gagnant        |
| Matt McAndrew    | Adam Levine   | Somewhere Over the Rainbow | Finaliste      |
| Chris Jamison    | Adam Levine   | Cry Me a River             | Demi-finaliste |
| Damien           | Adam Levine   | A Song for You             | Demi-finaliste |

### Saison 8 (2015)
La saison 8 de The Voice a été diffusée du 23 février au 19 mai 2015 ; elle voit le retour de Christina Aguilera en tant que coach. La saison est remportée par Sawyer Fredericks.
| Artiste           | Coach            | Chanson                        | Classement     |
| ----------------- | ---------------- | ------------------------------ | -------------- |
| Sawyer Fredericks | Pharrell Wiliams | Old Man                        | Gagnant        |
| Meghan Linsey     | Blake Shelton    | When a Man Loves a Woman       | Finaliste      |
| Joshua Davis      | Adam Levine      | Hallelujah                     | Demi-finaliste |
| Koryn Hawthorne   | Pharrell Wiliams | It's a Man's Man's Man's World | Demi-finaliste |

### Saison 9 (2015)
La saison 9 de The Voice est diffusée du 21 septembre au 15 décembre 2015 ; elle voit le retour de Gwen Stefani en tant que coach. La saison est remportée par Jordan Smith.
| Artiste           | Coach         | Chanson              | Classement     |
| ----------------- | ------------- | -------------------- | -------------- |
| Jordan Smith      | Adam Levine   | Climb Every Mountain | Gagnant        |
| Emily Ann Roberts | Blake Shelton | Burning House        | Finaliste      |
| Barret Baber      | Blake Shelton | Die A Happy Man      | Demi-finaliste |
| Jeffrey Austin    | Gwen Stefani  | Stay                 | Demi-finaliste |

### Saison 10 (2016)
La saison 10 de The Voice est diffusée du 29 février au 24 mai 2016 ; elle voit le retour de Christina Aguilera en tant que coach. La saison est remportée par Alisan Porter.
| Artiste        | Coach              | Chanson               | Classement     |
| -------------- | ------------------ | --------------------- | -------------- |
| Alisan Porter  | Christina Aguilera | Somewhere             | Gagnant        |
| Adam Wakefield | Blake Shelton      | When I Call Your Name | Finaliste      |
| Hannah Huston  | Pharrell Williams  | Every Breath You Take | Demi-finaliste |
| Laith Al-Saadi | Adam Levine        | White Room            | Demi-finaliste |

### Saison 11 (2016)
La saison 11 de The Voice est diffusée du 19 septembre au 13 décembre 2016 ; elle voit les arrivées d'Alicia Keys et de Miley Cyrus en remplacement de Pharrell Williams et de Christina Aguilera. La saison est remportée par Sundance Head.
| Artiste        | Coach         | Chanson                 | Classement     |
| -------------- | ------------- | ----------------------- | -------------- |
| Sundance Head  | Blake Shelton | At Last                 | Gagnant        |
| Billy Gilman   | Adam Levine   | My Way                  | Finaliste      |
| Josh Gallagher | Adam Levine   | Jack and Diane          | Demi-finaliste |
| Wé McDonald    | Alicia Keys   | Don't Rain on My Parade | Demi-finaliste |

### Saison 12 (2017)
La saison 12 de The Voice est diffusée du 27 février au 23 mai 2017 ; elle voit le retour de Gwen Stefani en remplacement de Miley Cyrus. La saison est remportée par Chris Blue.
| Artiste        | Coach         | Chanson                             | Classement     |
| -------------- | ------------- | ----------------------------------- | -------------- |
| Chris Blue     | Alicia Keys   | Rhythm Nation                       | Gagnant        |
| Lauren Duski   | Blake Shelton | The Dance                           | Finaliste      |
| Aliyah Moulden | Blake Shelton | Signed, Sealed, Delivered I'm Yours | Demi-finaliste |
| Jesse Larson   | Adam Levine   | Takin' it to the Streets            | Demi-finaliste |

### Saison 13 (2017)
La saison 13 de The Voice est diffusée du 25 septembre au 19 décembre 2017 ; elle voit l'arrivée de Jennifer Hudson en remplacement d'Alicia Keys et le retour de Miley Cyrus en remplacement de Gwen Stefani. La saison est remportée par Chloe Kohanski.
| Artiste        | Coach         | Chanson                  | Classement     |
| -------------- | ------------- | ------------------------ | -------------- |
| Chloe Kohanski | Blake Shelton | Bette Davis Eyes         | Gagnant        |
| Addison Agen   | Adam Levine   | Humble and Kind          | Finaliste      |
| Brooke Simpson | Miley Cyrus   | O Holy Night             | Demi-finaliste |
| Red Marlow     | Blake Shelton | To Make You Feel My Love | Demi-finaliste |

### Saison 14 (2018)
La saison 14 de The Voice est diffusée du 26 février au 22 mai 2018 ; elle voit l'arrivée de Kelly Clarkson en remplacement de Miley Cyrus et le retour d'Alicia Keys en remplacement de Jennifer Hudson. La saison est remportée par Brynn Cartelli.
| Artiste          | Coach          | Chanson                            | Classement     |
| ---------------- | -------------- | ---------------------------------- | -------------- |
| Brynn Cartelli   | Kelly Clarkson | Skyfall                            | Gagnant        |
| Britton Buchanan | Alicia Keys    | Good Lovin                         | Finaliste      |
| Kyla Jade        | Blake Shelton  | With a Little Help from My Friends | Demi-finaliste |
| Spensha Baker    | Blake Shelton  | Merry Go 'Round                    | Demi-finaliste |

### Saison 15 (2018)
La saison 15 de The Voice est diffusée du 24 septembre au 18 décembre 2018 ; elle voit le retour de Jennifer Hudson en remplacement d'Alicia Keys. Lors de cette saison, est créée l'épreuve du Comeback Stage, officié par un cinquième coach : Kelsea Ballerini. La saison est remportée par Chevel Shepherd. 
| Artiste         | Coach           | Chanson                | Classement     |
| --------------- | --------------- | ---------------------- | -------------- |
| Chevel Shepherd | Kelly Clarkson  | It's a little Too Late | Gagnant        |
| Chris Kroeze    | Blake Shelton   | Sweet Home Alabama     | Finaliste      |
| Kirk Jay        | Blake Shelton   | I Won't Let Go         | Demi-finaliste |
| Kennedy Holmes  | Jennifer Hudson | Confident              | Demi-finaliste |

### Saison 16 (2019)
La saison 16 de The Voice est diffusée du 25 février 2019 au 21 mai 2019; elle voit l'arrivée de John Legend en remplacement de Jennifer Hudson et celle de Bebe Rexha en remplacement de Kelsea Ballerini au Comeback Stage. La saison est remportée par Maelyn Jarmon. 
| Artiste        | Coach         | Chanson             | Classement     |
| -------------- | ------------- | ------------------- | -------------- |
| Maelyn Jarmon  | John Legend   | Hallelujah          | Gagnant        |
| Gyth Rigdon    | Blake Shelton | Once in a Blue Moon | Finaliste      |
| Dexter Roberts | Blake Shelton | Anything Goes       | Demi-finaliste |
| Andrew Sevener | Blake Shelton | Lips of an Angel    | Demi-finaliste |

### Saison 17 (2019)
La saison 17 de The Voice est diffusée du 23 septembre 2019 au 17 décembre 2019; elle voit le retour de Gwen Stefani en remplacement d'Adam Levine. La saison est remportée par Jake Hoot.
| Artiste     | Coach          | Chanson                   | Classement     |
| ----------- | -------------- | ------------------------- | -------------- |
| Jake Hoot   | Kelly Clarkson | Amazed                    | Gagnant        |
| Ricky Duran | Blake Shelton  | Runnin' Down a Dream      | Finaliste      |
| Katie Kadan | John Legend    | I Don't Want Miss a Thing | Demi-finaliste |
| Rose Short  | Gwen Stefani   | Border Song               | Demi-finaliste |

### Saison 18 (2020)
La saison 18 de The Voice est diffusée du 24 février 2020 au 19 mai 2020; elle voit l'arrivée de Nick Jonas en remplacement de Gwen Stefani. La saison est remportée par Todd Tilghman.
| Artiste            | Coach          | Chanson                | Classement     |
| ------------------ | -------------- | ---------------------- | -------------- |
| Todd Tilghman      | Blake Shelton  | I Can Only Imagine     | Gagnant        |
| Toneisha Harris    | Blake Shelton  | Faithfully             | Finaliste      |
| Thunderstorm Artis | Nick Jonas     | What a Wonderful World | Demi-finaliste |
| CammWess           | John Legend    | Purple Rain            | Demi-finaliste |
| Micah Iverson      | Kelly Clarkson | Chasing Cars           | Demi-finaliste |

### Saison 19 (2020)
La saison 19 de The Voice est diffusée du 19 octobre au 15 décembre 2020; elle voit le retour de Gwen Stefani en remplacement de Nick Jonas. La saison est remportée par Carter Rubin.
| Artiste      | Coach          | Chanson                            | Classement     |
| ------------ | -------------- | ---------------------------------- | -------------- |
| Carter Rubin | Gwen Stefani   | The Climb                          | Gagnant        |
| Jim Ranger   | Blake Shelton  | With a Little Help from My Friends | Finaliste      |
| Ian Flanigan | Blake Shelton  | In Color                           | Demi-finaliste |
| DeSz         | Kelly Clarkson | Landslide                          | Demi-finaliste |
| John Holiday | John Legend    | Halo                               | Demi-finaliste |

### Saison 20 (2021)
La saison 20 de The Voice est diffusée du 1er mars au 25 mai 2021; elle voit le retour de Nick Jonas en remplacement de Gwen Stefani et un retour temporaire de Kelsea Ballerini en remplacement de Kelly Clarkson pendant les Battles. La saison est remportée par Cam Anthony.
| Artiste              | Coach          | Chanson              | Résultat       |
| -------------------- | -------------- | -------------------- | -------------- |
| Cam Anthony          | Blake Shelton  | Wanted Dead or Alive | Gagnant        |
| Kenzie Wheeler       | Kelly Clarkson | Heartland            | Finaliste      |
| Jordan Matthew Young | Blake Shelton  | Key to the Highway   | Demi-finaliste |
| Rachel Mac           | Nick Jonas     | The Chain            | Demi-finaliste |
| Victor Solomon       | John Legend    | Freedom              | Demi-finaliste |

### Saison 21 (2021)
La saison 21 de The Voice est diffusée du 20 septembre au 14 décembre 2021; elle voit l'arrivée d'Ariana Grande en remplacement de Nick Jonas. La saison est remportée par Girl Named Tom.
| Artiste          | Coach          | Chanson             | Résultat       |
| ---------------- | -------------- | ------------------- | -------------- |
| Girl Named Tom   | Kelly Clarkson | The Chain           | Gagnant        |
| Wendy Moten      | Blake Shelton  | How Will I Know     | Finaliste      |
| Paris Winningham | Blake Shelton  | Ain't Nobody        | Demi-finaliste |
| Hailey Mia       | Kelly Clarkson | Deja Vu             | Demi-finaliste |
| Jershika Maple   | John Legend    | Rolling in the Deep | Demi-finaliste |

### Saison 22 (2022)
La saison 22 de The Voice est diffusée du 19 septembre au 13 décembre 2022; elle voit l'arrivée de Camila Cabello en remplacement d'Ariana Grande et le retour de Gwen Stefani en remplacement de Kelly Clarkson. La saison est remportée par Bryce Leatherwood.
| Artiste           | Coach          | Chanson                    | Chanson originale        | Résultat       |
| ----------------- | -------------- | -------------------------- | ------------------------ | -------------- |
| Bryce Leatherwood | Blake Shelton  | T-R-O-U-B-L-E              | Don't Close Your Eyes    | Gagnant        |
| bodie             | Blake Shelton  | Late Night Talking         | Gratitude                | Finaliste      |
| Morgan Myles      | Camila Cabello | Total Eclipse of the Heart | Girl Crush               | Demi-finaliste |
| Omar Jose Cardona | John Legend    | Somebody to Love           | The Way You Make Me Feel | Demi-finaliste |
| Brayden Lape      | Blake Shelton  | Wild as Her                | Humble and Kind          | Demi-finaliste |

### Saison 23 (2023)
La saison 23 de The Voice est diffusée du 6 mars au 23 mai 2023; elle voit les arrivées de Chance the Rapper et de Niall Horan en remplacement de John Legend et de Camila Cabello et le retour de Kelly Clarkson en remplacement de Gwen Stefani. La saison est remportée par Gina Miles. 
| Artiste    | Coach             | Ballade              | Chanson rythmée                          | Résultat       |
| ---------- | ----------------- | -------------------- | ---------------------------------------- | -------------- |
| Gina Miles | Niall Horan       | Nothing Compares 2 U | Style                                    | Gagnant        |
| Grace West | Blake Shelton     | She's Got You        | The Night the Lights Went Out in Georgia | Finaliste      |
| D.Smooth   | Kelly Clarkson    | My. My. My           | What You Won't Do For Love               | Demi-finaliste |
| Sorelle    | Chance the Rapper | Million Reasons      | Ain't No Mountains High Enough           | Demi-finaliste |
| NOIVAS     | Blake Shelton     | Cold                 | Fly Away                                 | Demi-finaliste |

### Saison 24 (2023)
La saison 24 de The Voice est diffusée du 25 septembre au 19 décembre 2023; elle voit l'arrivée de Reba McEntire en remplacement de Blake Shelton et le retour de John Legend et Gwen Stefani en remplaçement de Kelly Clarkson et Chance the Rapper. La saison est remportée par Huntley.    
| Artiste      | Coach         | Ballade               | Chanson rythmée     | Résultat       |
| ------------ | ------------- | --------------------- | ------------------- | -------------- |
| Huntley      | Niall Horan   | Another Love          | Higher              | Gagnant        |
| Ruby Leigh   | Reba McEntire | Desperado             | Suspicious Minds    | Finaliste      |
| Mara Justine | Niall Horan   | Turning Tables        | Piece of my Heart   | Demi-finaliste |
| Jacquie Roar | Reba McEntire | Nights in White Satin | More Than a Feeling | Demi-finaliste |
| Lila Forde   | John Legend   | Across the Universe   | The Weight          | Demi-finaliste |

### Saison 25 (2024)
La saison 25 de The Voice est diffusée du 26 février au 21 mai 2024; elle voit l'arrivée de Dan + Shay en remplacement de Gwen Stefani et le retour de Chance the Rapper en remplacement de Niall Horan. La saison est remportée par Asher HaVon.  
| Artiste        | Coach         | Ballade                       | Chanson rythmée          | Résultat       |
| -------------- | ------------- | ----------------------------- | ------------------------ | -------------- |
| Asher HaVon    | Reba McEntire | I Will Always Love You        | Last Dance               | Gagnant        |
| Josh Sanders   | Reba McEntire | Go Rest High on That Mountain | Boots On                 | Finaliste      |
| Bryan Olesen   | John Legend   | Beautiful Things              | Freedom! '90"            | Demi-finaliste |
| Nathan Chester | John Legend   | A Song for You                | When a Man Loves a Woman | Demi-finaliste |
| Karen Waldrup  | Dan + Shay    | What Hurts the Most           | I'm Alright              | Demi-finaliste |

### Saison 26 (2024)
La saison 26 de The Voice est diffusée du 23 septembre au 10 décembre 2024; elle voit les arrivées de Snoop Dogg et de Michael Bublé en remplacement de John Legend et de Chance the Rapper et le retour de Gwen Stefani en remplacement de Dan + Shay. La saison est remportée par Sofronio Vasquez. 
| Artiste          | Coach         | Ballade           | Chanson rythmée                  | Résultat       |
| ---------------- | ------------- | ----------------- | -------------------------------- | -------------- |
| Sofronio Vasquez | Michael Bublé | A Million Dreams  | Unstoppable                      | Gagnant        |
| Shye             | Michael Bublé | Falling           | One of Us                        | Finaliste      |
| Sydney Sterlace  | Gwen Stefani  | Chasing Cars      | I Love You, I'm Sorry            | Demi-finaliste |
| Danny Joseph     | Reba McEntire | Back to Black     | Ain't No Love in Oklahoma        | Demi-finaliste |
| Jeremy Beloate   | Snoop Dogg    | Dancing on My Own | What the World Needs Now Is Love | Demi-finaliste |

### Saison 27 (2025)
La saison 27 de The Voice est diffusée du 3 février au 20 mai 2025; elle voit l'arrivée de Kelsea Ballerini en remplacement de Reba McEntire et le retour de John Legend et d'Adam Levine en remplacement de Snoop Dogg et de Gwen Stefani. La saison est remportée par Adam David.  
| Artiste              | Coach            | Ballade                        | Chanson rythmée        | Résultat       |
| -------------------- | ---------------- | ------------------------------ | ---------------------- | -------------- |
| Adam David           | Michael Bublé    | You Are So Beautiful           | Hard Fought Hallelujah | Gagnant        |
| Jaelen Johnston      | Kelsea Ballerini | Cold                           | What Was I Thinking    | Finaliste      |
| RENZO                | John Legend      | Lover, You Should've Come Over | Fly Away               | Demi-finaliste |
| Lucia Flores-Wiseman | Adam Levine      | Wildflower                     | Wish You Were Here     | Demi-finaliste |
| Jadyn Cree           | Michael Bublé    | Lose You to Love Me            | Come On Eileen         | Demi-finaliste |

### Saison 28 (2025)
La saison 28 de The Voice sera diffusé à l'automne 2025 ; elle voit les retours de Reba McEntire, Snoop Dogg et Niall Horan en remplacement de Kelsea Ballerini, John Legend et Adam Levine.